# Vorniceni, Strășeni
Vorniceni este un sat din raionul Strășeni, Republica Moldova.

## Istorie

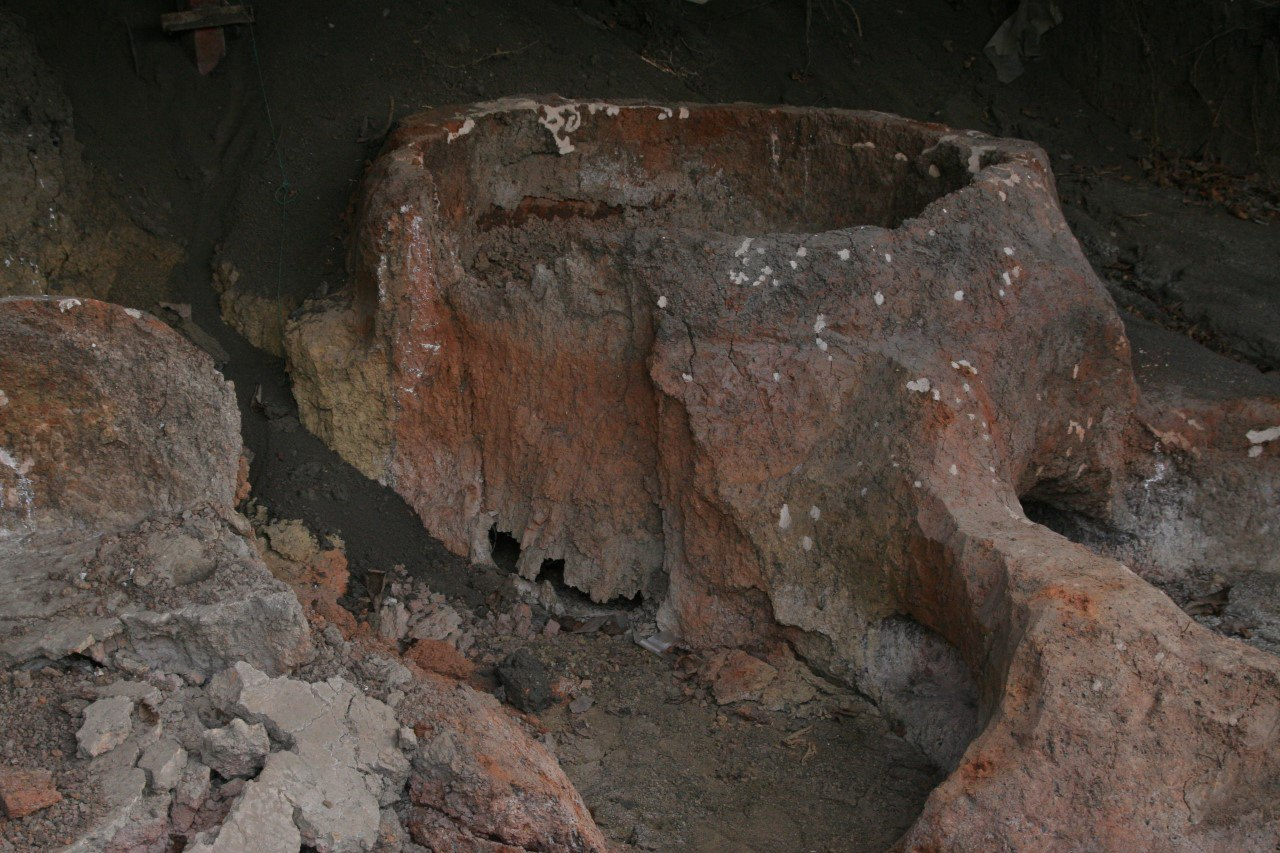
Situl arheologic medieval Vorniceni

Conform tradiției locale, se condsideră că pe locul actualului sat Vorniceni ,încă înainte de 1400 ,au existat câteva cătune: Țiganca, Dumești. Din povestirile cărturarilor satului din prima jumătate a sec. al XX-lea, reiese că ,prin cartea de danie a lui Alexandru cel Bun, la 1402 ,Matei Tofan, vornic la curtea Domnească a Țării de Jos, a primit în proprietate moșia înconjurată de satele :Vărzăreștii Mari,Șeliștea Veche, Buda, Pitușca, Tătăreștii și Căpriana. Se mai afirma că acest vornic a găsit mai frumos  drumul mare ce ducea spre schitul Căprianei, cu numele improvizat de atunci - „Vorniceni”.
Documentar, satul Vorniceni este menționat pentru prima dată la 25 aprilie 1420 în domnia lui Alexandru cel Bun:
„Din mila lui Dumnezeu, noi, Alexandru voievod, domn al Țării Moldovei. Facem cunoscut, cu această carte a noastră, tuturor celor care o vor vedea sau o vor auzi citindu-se, că această adevărată slugă a noastră și credincios boier, pan Oană vornic, a slujit mai înainte sfântrăposaților noștri înaintași cu dreapta și credincioasa slujbă, iar astăzi ne slujește nouă cu dreapta și credincioasa slujbă. De aceea, noi, văzând dreapta și credincioasa lui slujbă către noi, l-am miluit cu deosebita noastră milă și i-am dat în țara noastră, în Moldova, satele anume Corneștii, și Miclăușeni, și Lozova, și Săcărenii, și Vornicenii, și Dumeștii și Țigăneștii și Lavreștii și Sadova și Homicești. Toate acestea să-i fie de noi uric, cu tot venitul lor, lui și copiilor lui, și nepoților lui, și strănepoților lui, și răstrănepoților lui și întregului lui neam, cine se va alege cel mai apropiat, neclintit niciodată, în vecii vecilor.

...

Iar pentru mai mare întărire a tuturor celor mai sus-scrise, am poruncit slugii noastre credincioase, pan Isaia logofăt, să scrie și să atârne pecetea noastră la această carte a noastră.

La Suceava, în anul 6928 <1420> aprilie 25.”

### După Al Doilea Război Mondial
Românii basarabeni au plătit extrem de scump contribuția lor de sânge în cea mai mare tragedie a sec. XX - cel de-al doilea război mondial. Din totalul de 200000 de persoane mobilizate în armata roșie, în perioada ianuarie-mai 1945 au căzut pe câmpul de luptă circa 50000. La acțiunile militare au participat și locuitorii satului Vorniceni. În 1980, la invitația lui Nicolae I. Macari, cu susținerea sătenilor și a gospodăriei agricole a fost ridicat un monument în amintirea vornicenenilor căzuți pe front în perioada celui de-al doilea război mondial. ,,Monumentul eroilor” se află în centrul satului, în apropriere nemijlocită de biserică. În fiecare an, în ziua de 9 mai, la acest monument se adună veterani, elevi, locuitori ai satului. Se depun flori, iar veteranii povestesc despre nenorocirile aduse de război.

### Monumente

#### Biserica de lemn „Sf. Arhangheli Mihail și Gavriil”
Biserica datează din 1839, reprezintă un obiectiv de importanță națională, fiind înregistrat în registrul monumentelor Republicii Moldova ocrotite de stat. Biserica are forma corabiei și este construită din lemn și tencuită. În biserică sunt câteva icoane vechi cu inscripții moldovenești. Biserica „Sf. Arh. Gavriil și Mihail” se află în ograda cimitirului, regiunea Fundăturii.

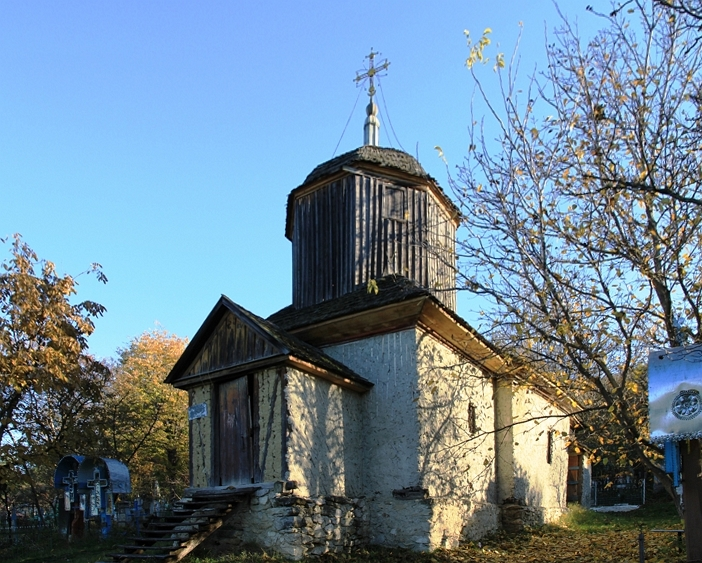
Lăcașul în 2010
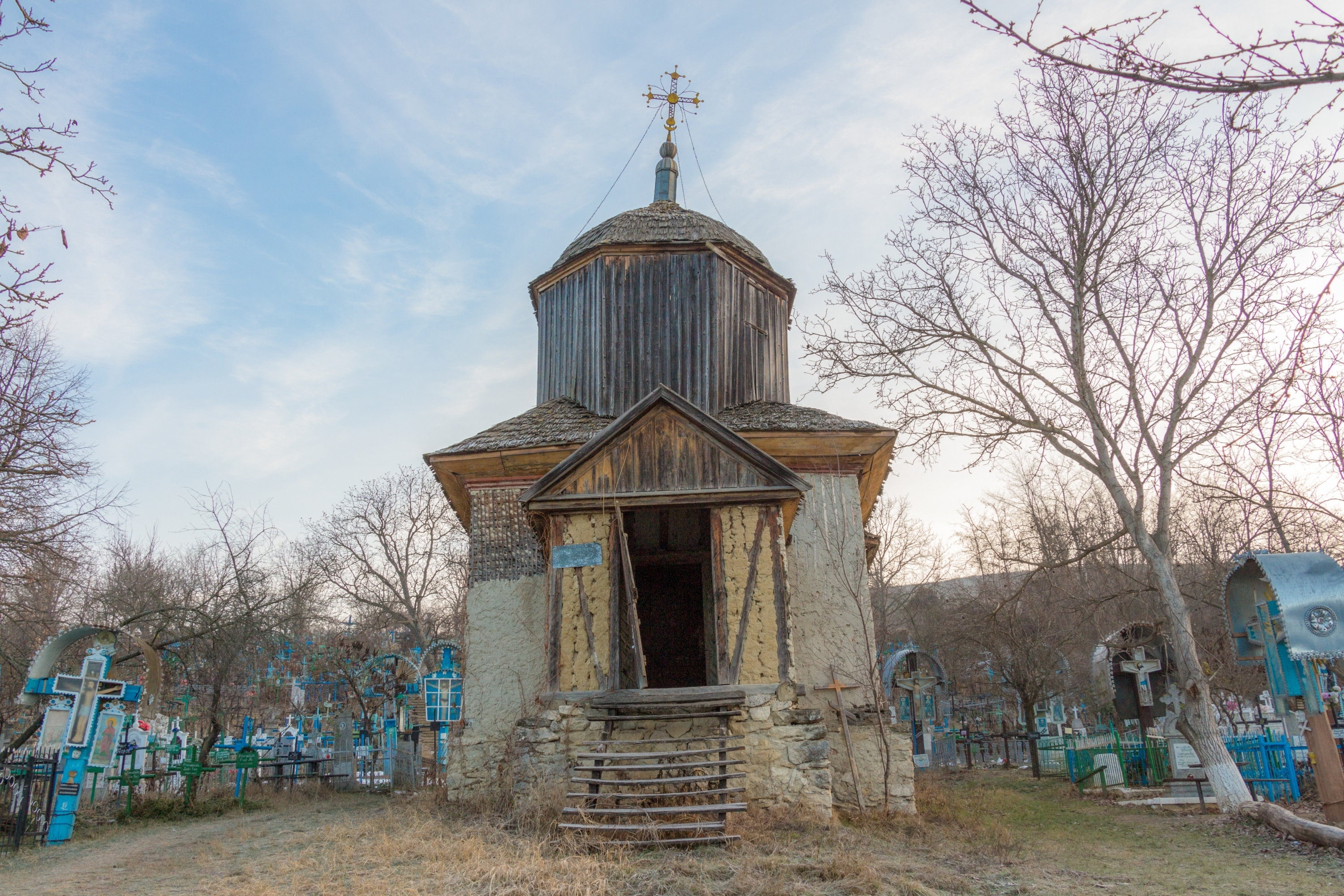
Lăcașul în 2021
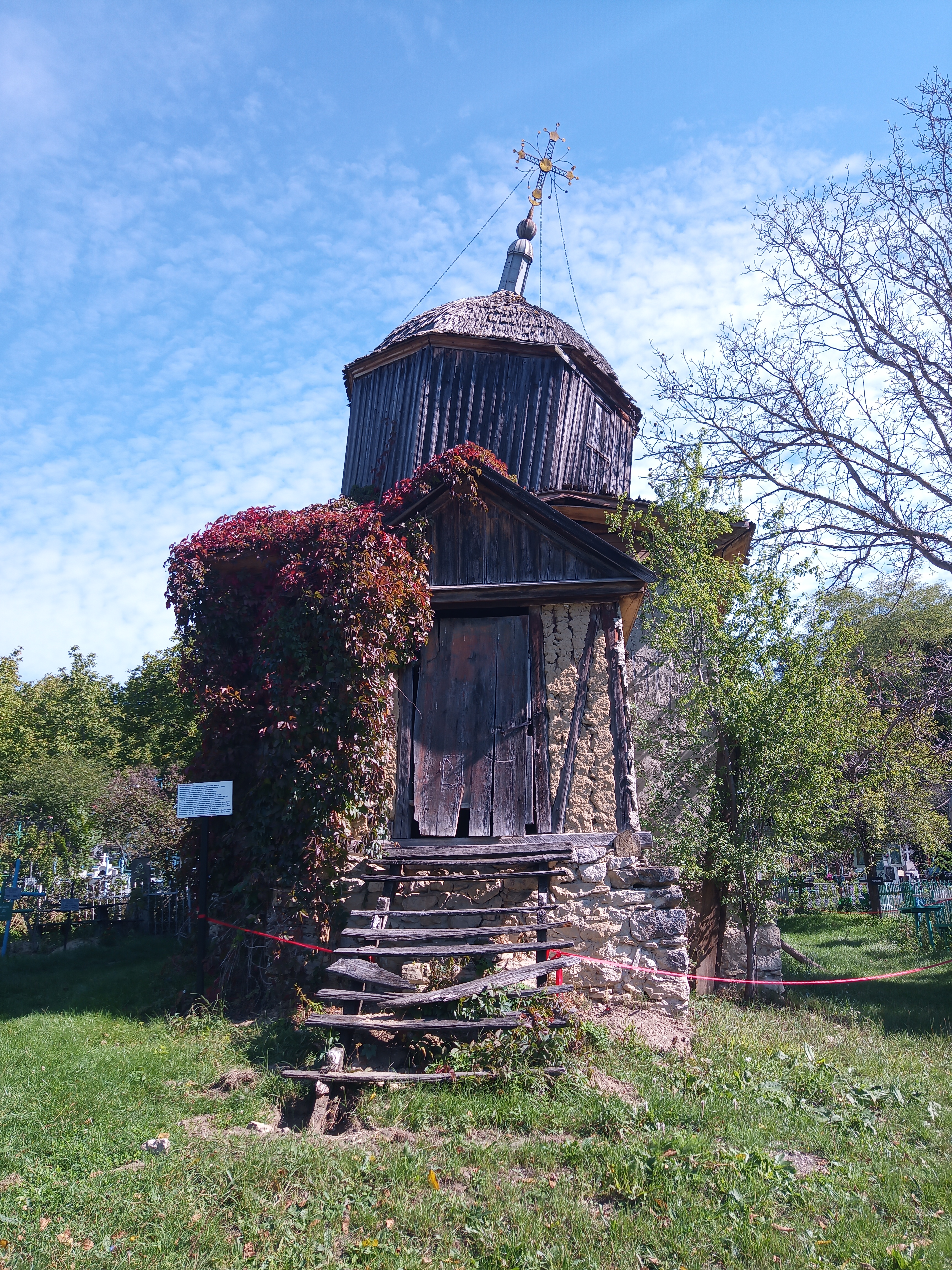
Lăcașul în 2022
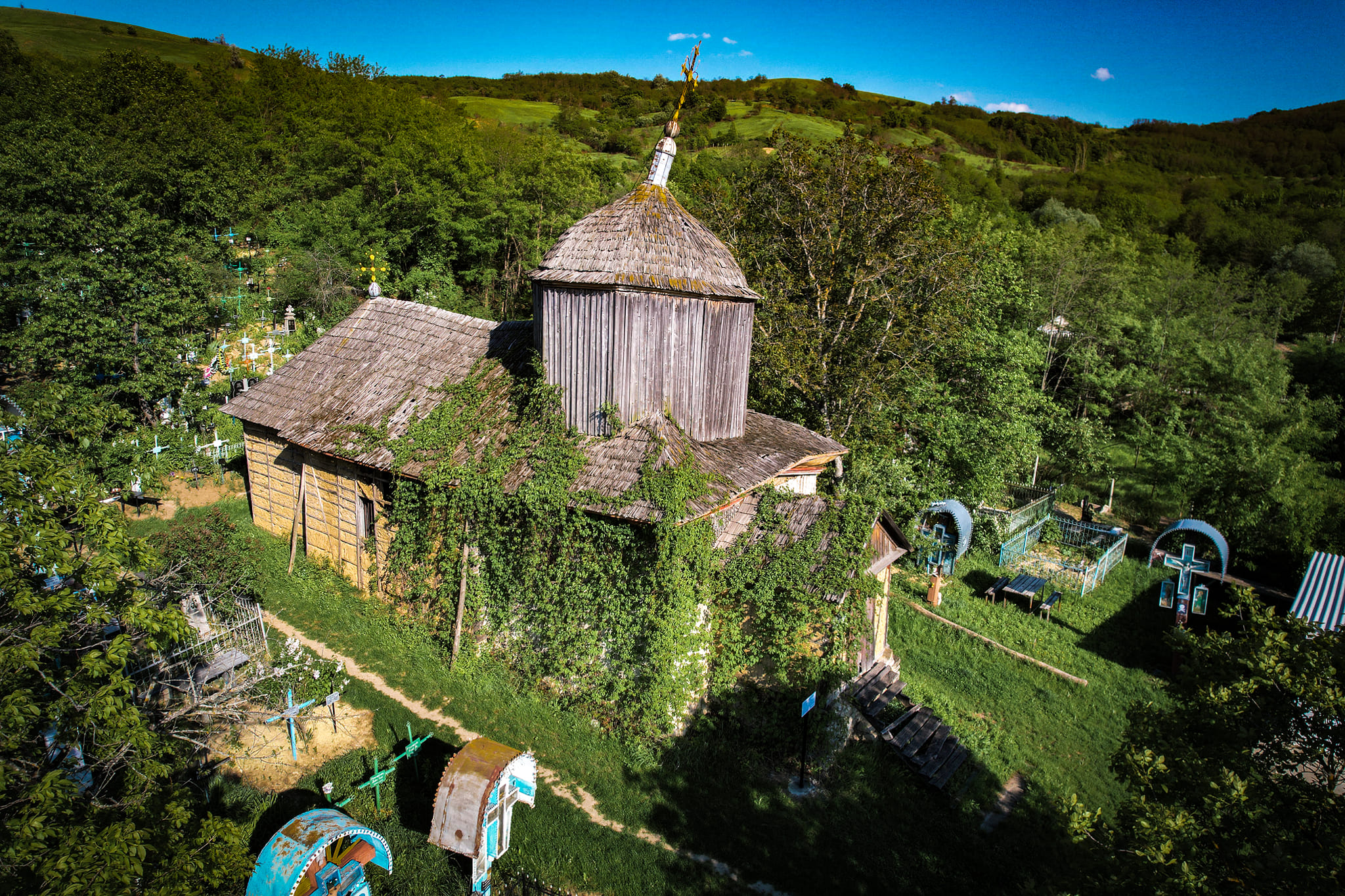
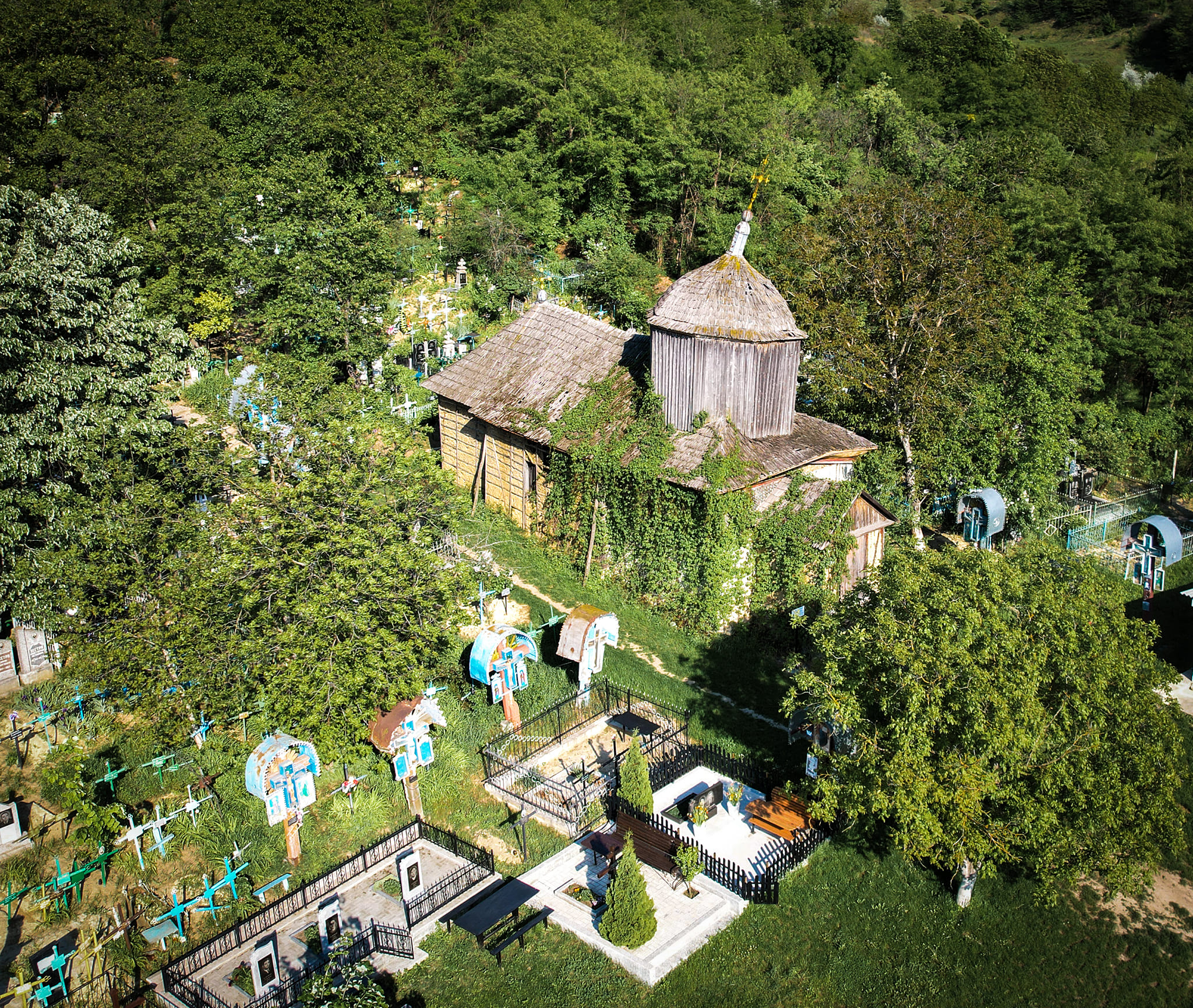
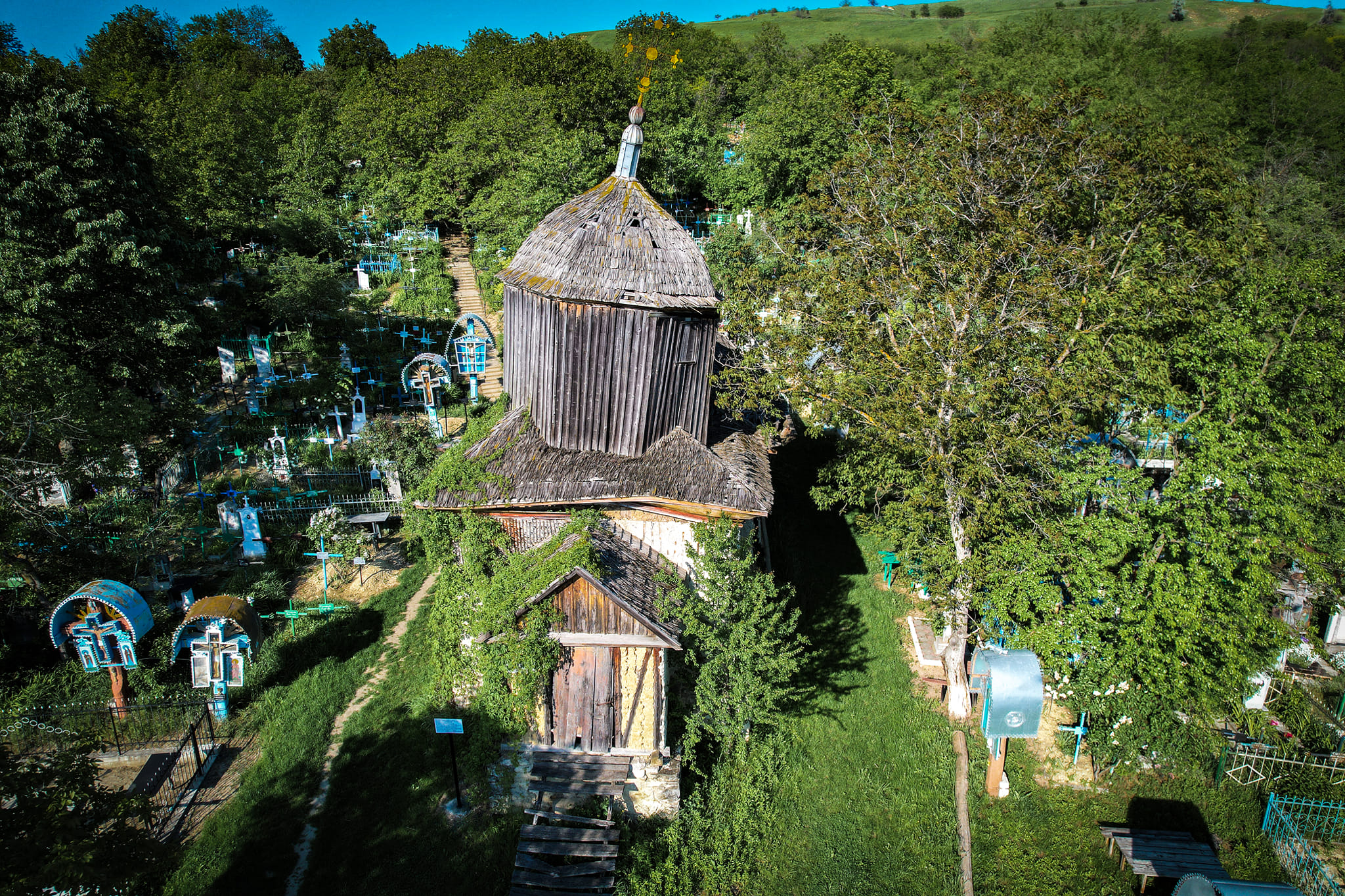
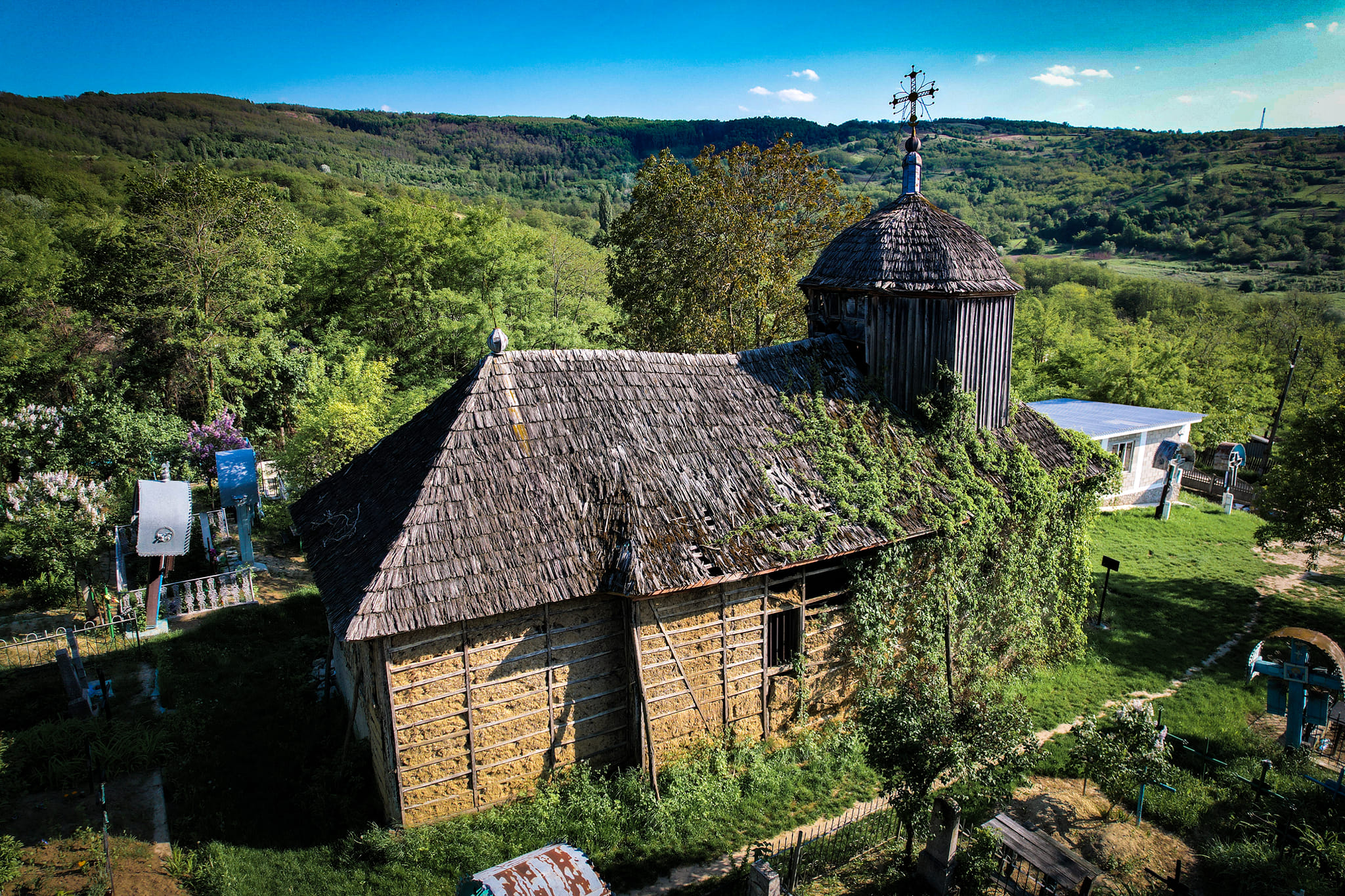
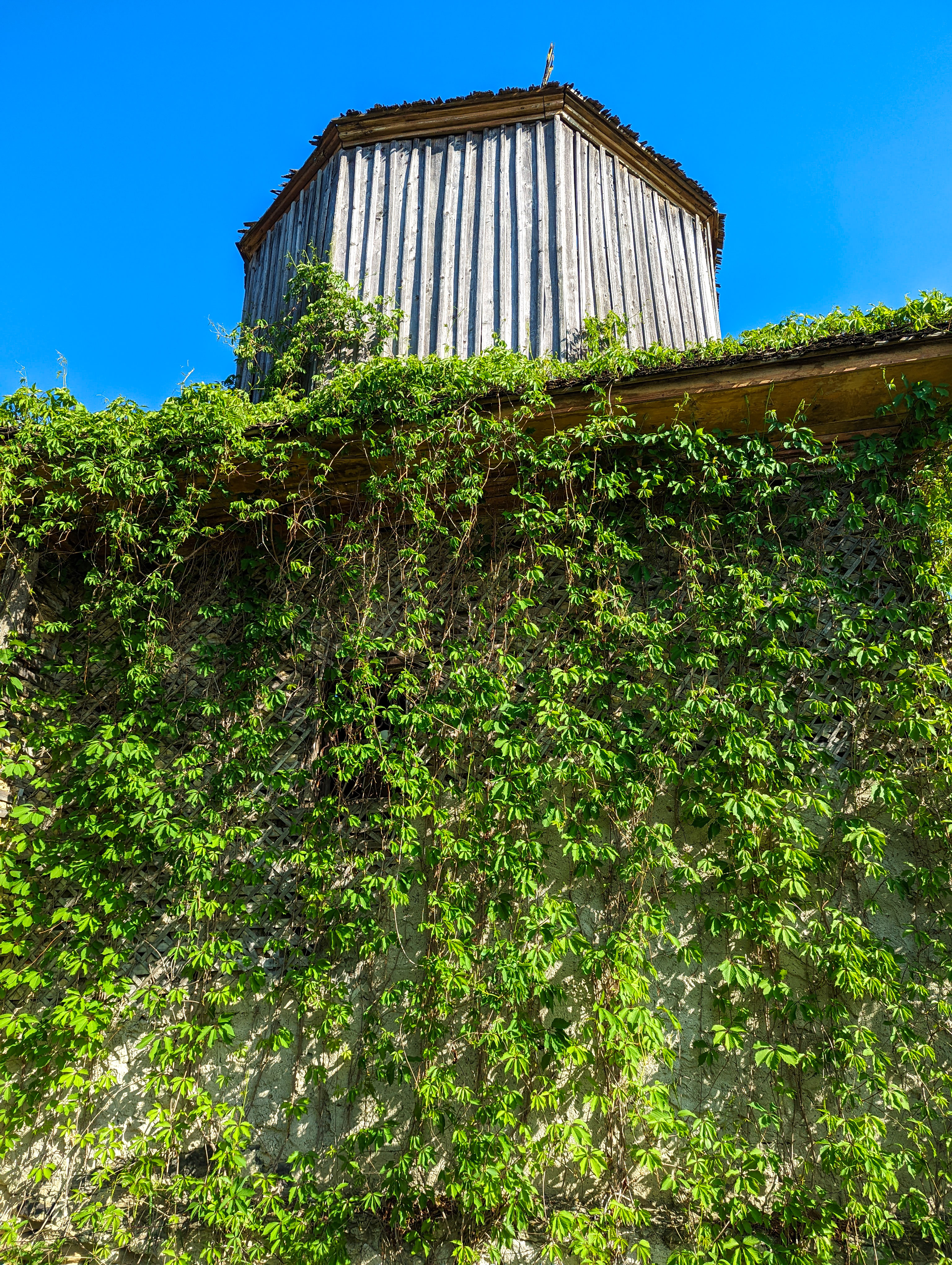
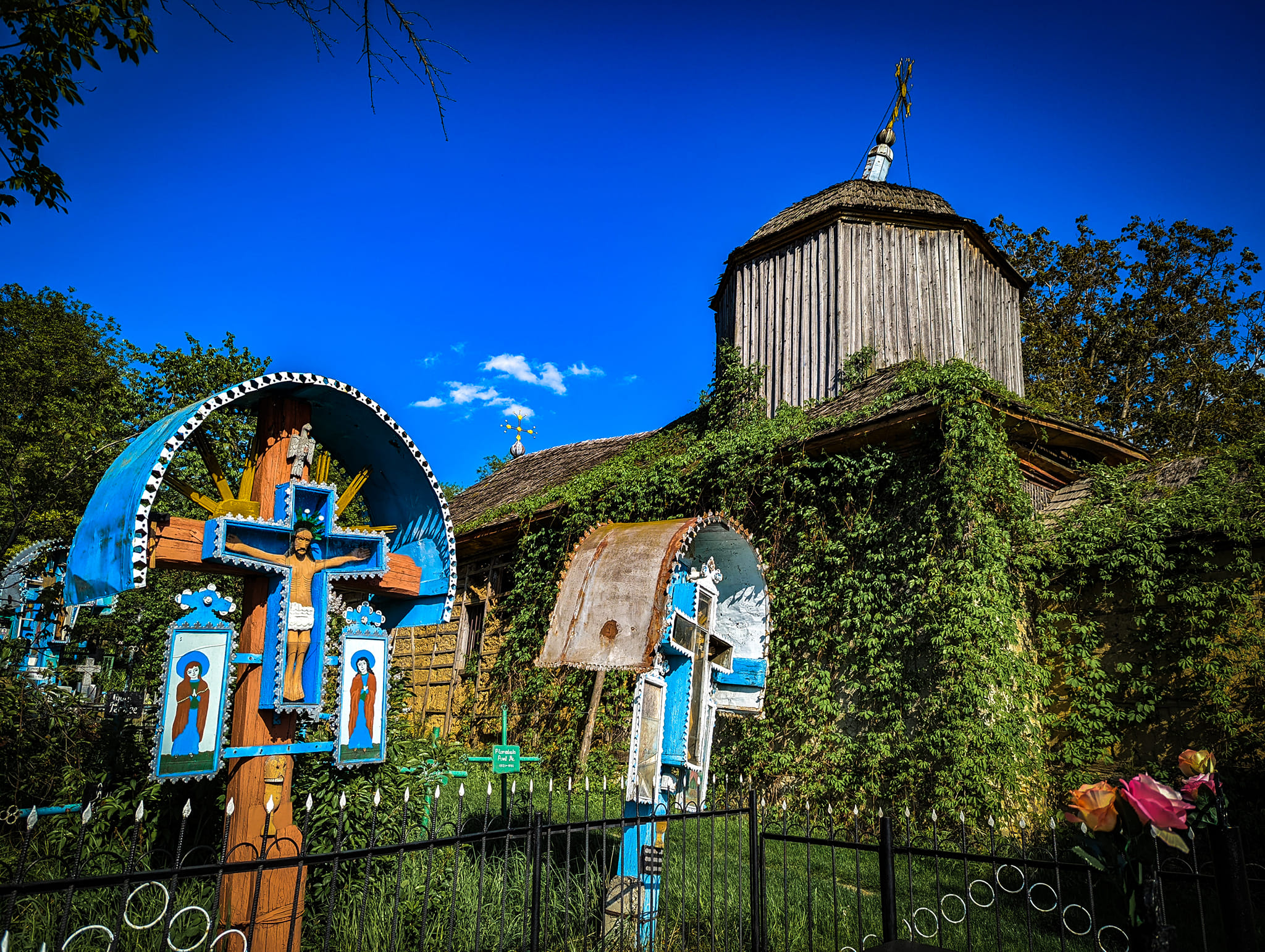
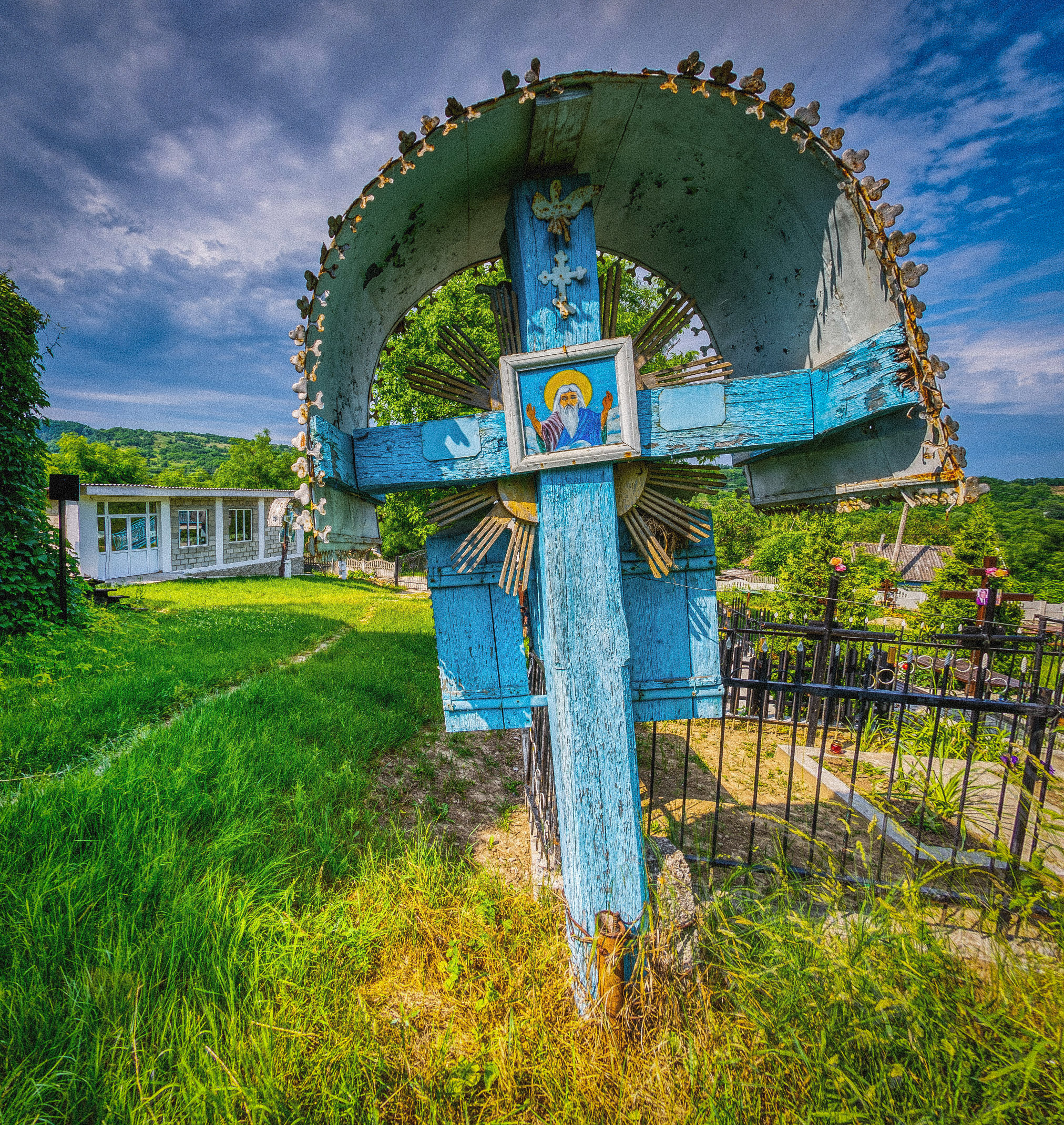
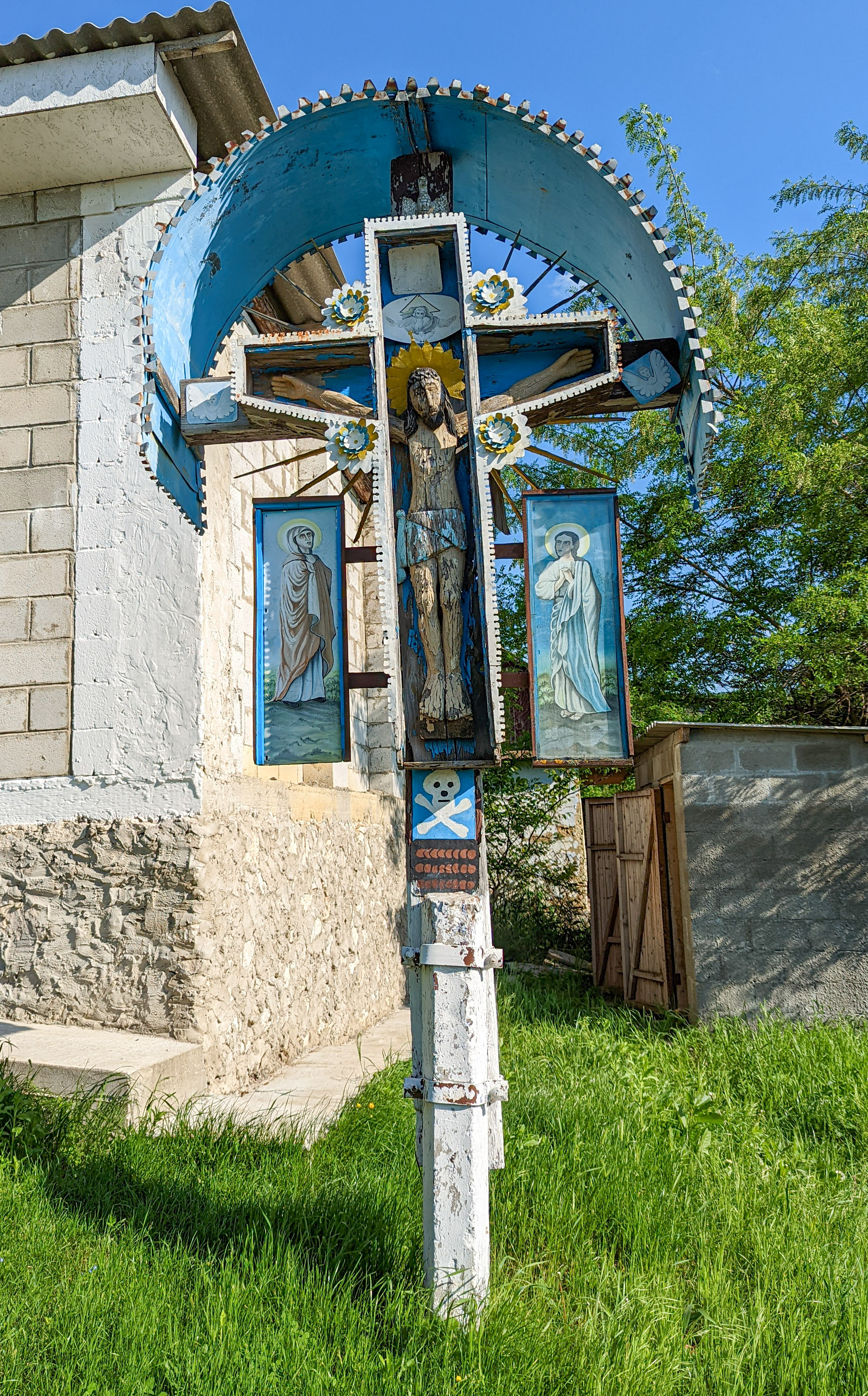
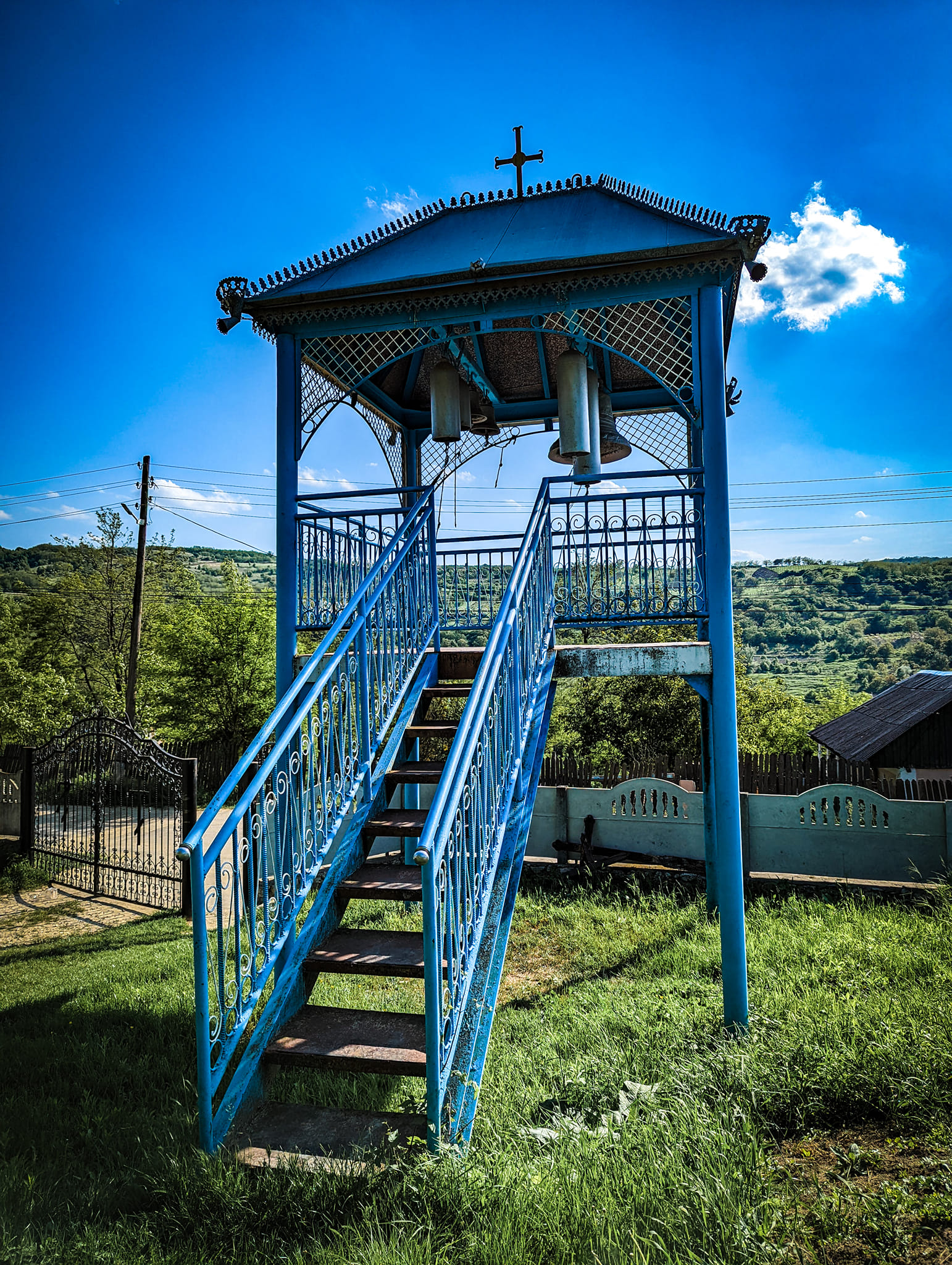

#### Schitul arheologic medieval
Schitul reprezintă 2 cuptoare de olărie din sec. XIV aflate pe o suprafață de 5×7,5 m, deasupra cărora pentru protejare este realizată o construcție supraterană cu scheletul din țevi metalice și material forestier, acoperișul din tablă profilată metalică și pereții din plasă și peliculă din plastic. Acest schit medieval a fost descoperit într-o gospodărie obișnuită a satului.

#### Muzeul „Vatra Dumeniului”
Muzeul reprezintă o replică a camerei „Casa Mare” dintr-o locuință moldovenească tradițională, care conține „zestrea miresei”, alcătuită din artefacte din sec. XIX-XX. Este amplasat într-un pitoresc ce intersectează drumurile care duc spre Biserica Veche, Zona Pietrăriei, lacul Țiganca, Mănăstirea Căpriana, Lozova de sus.

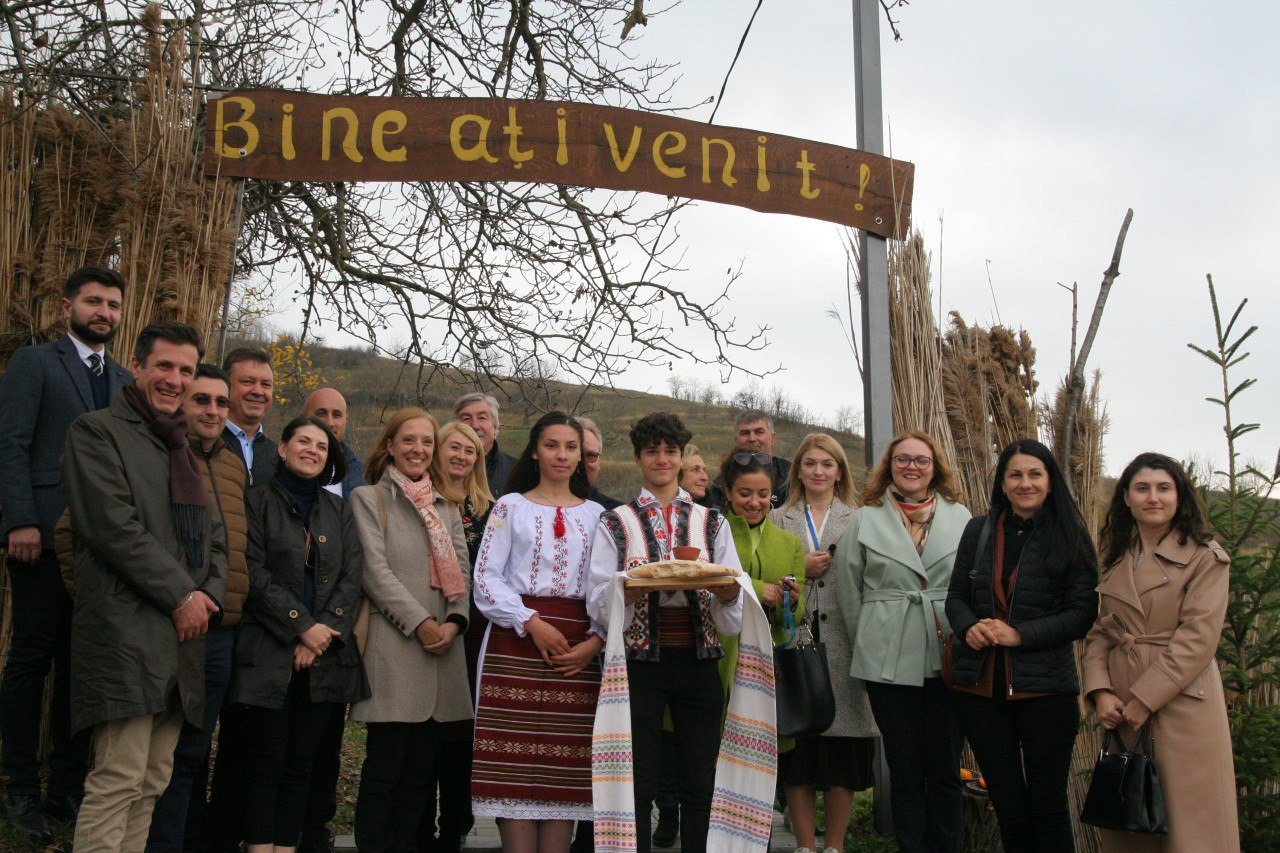
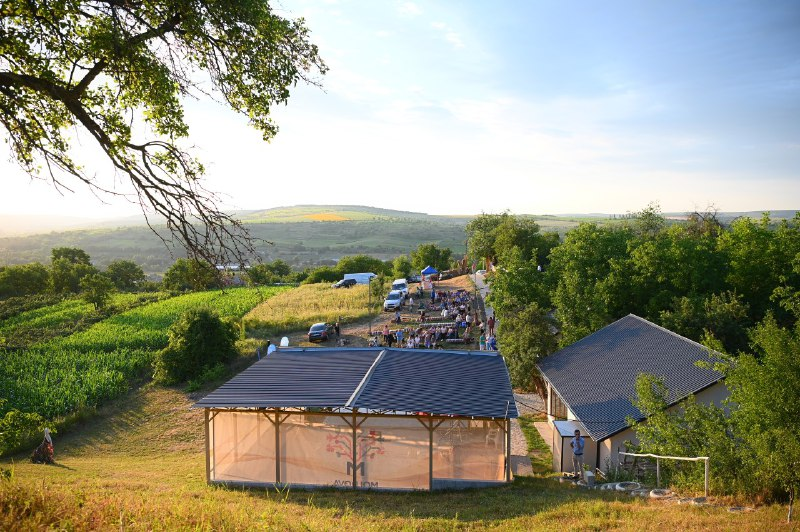
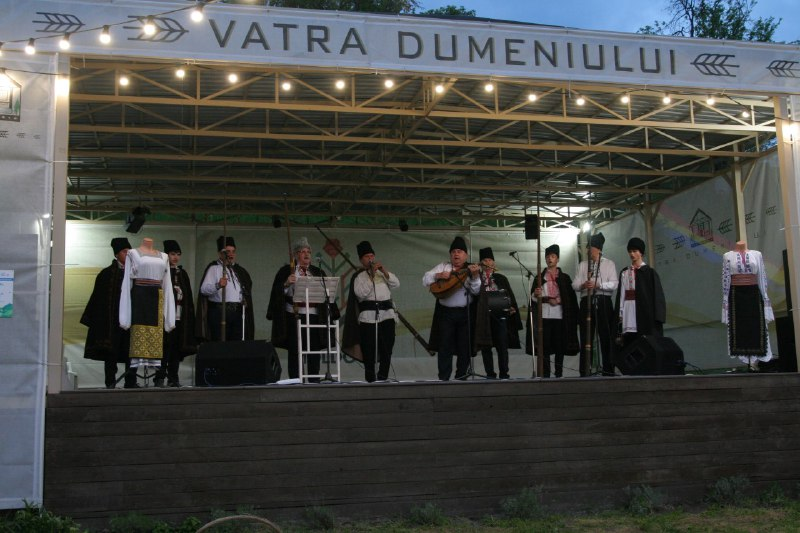

## Etimologie

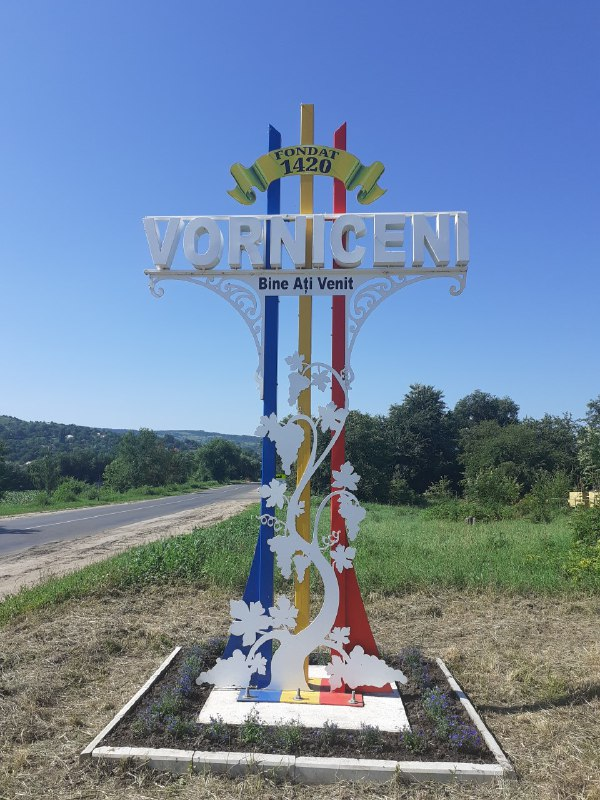
Intrarea principală în sat

Așa cum s-a putut vedea în legenda satului, care este susținută și de specialiști, denumirea localității vine de la cuvântul „vornic”. Din timpuri străvechi, în Moldova, vornicul era unu dintre cei mai înalți demnitari ai țării, fiind membru al divanului. El avea funcții  judecătorești și aplica sentințele pronunțate, fiind ajutat de un aparat de constrângere. Inițial, veniturile vornicului se formau din amenzile și taxele încasate de la împricinați, precum și din darurile primite de la supuși. Supușii săi direcți erau vornicul al doilea și vornicul al treilea.

## Geografie
Satul are o suprafață de circa 250 kilometri pătrați, cu un perimetru de 8.61 km. Vornicenenii sunt așezați pe râulețul Bâcovăț, afluent al râului Bâc. Moșia satului este situată la o distanță de 36 km de municipiul Chișinău, la 6 km de gara Bucovăț și la 3 km de comuna Lozova. Actualmente satul face parte din raionul Strășeni.
Vornicenii sunt înconjurați de mai multe dealuri și locuri ce reflectă  anumite realități istorice. În ceea ce privește solul, se poate spune că cele mai bune terenuri se află în regiunea de șes a localității, adică în partea unde se învecinează cu Bucovățul, în restul terenurilor ocupate predomină solurile cleioase, favorabile in special viticulturii și livădăritului. Partea de nord este una dintre cele mai frumoase, având coline puțin pronunțate, pe care se văd plantații de vii și pomi.
La est de sat este amplasată râpa „La Chetrărie”, o arie protejată din categoria monumentelor naturii de tip geologic sau paleontologic.

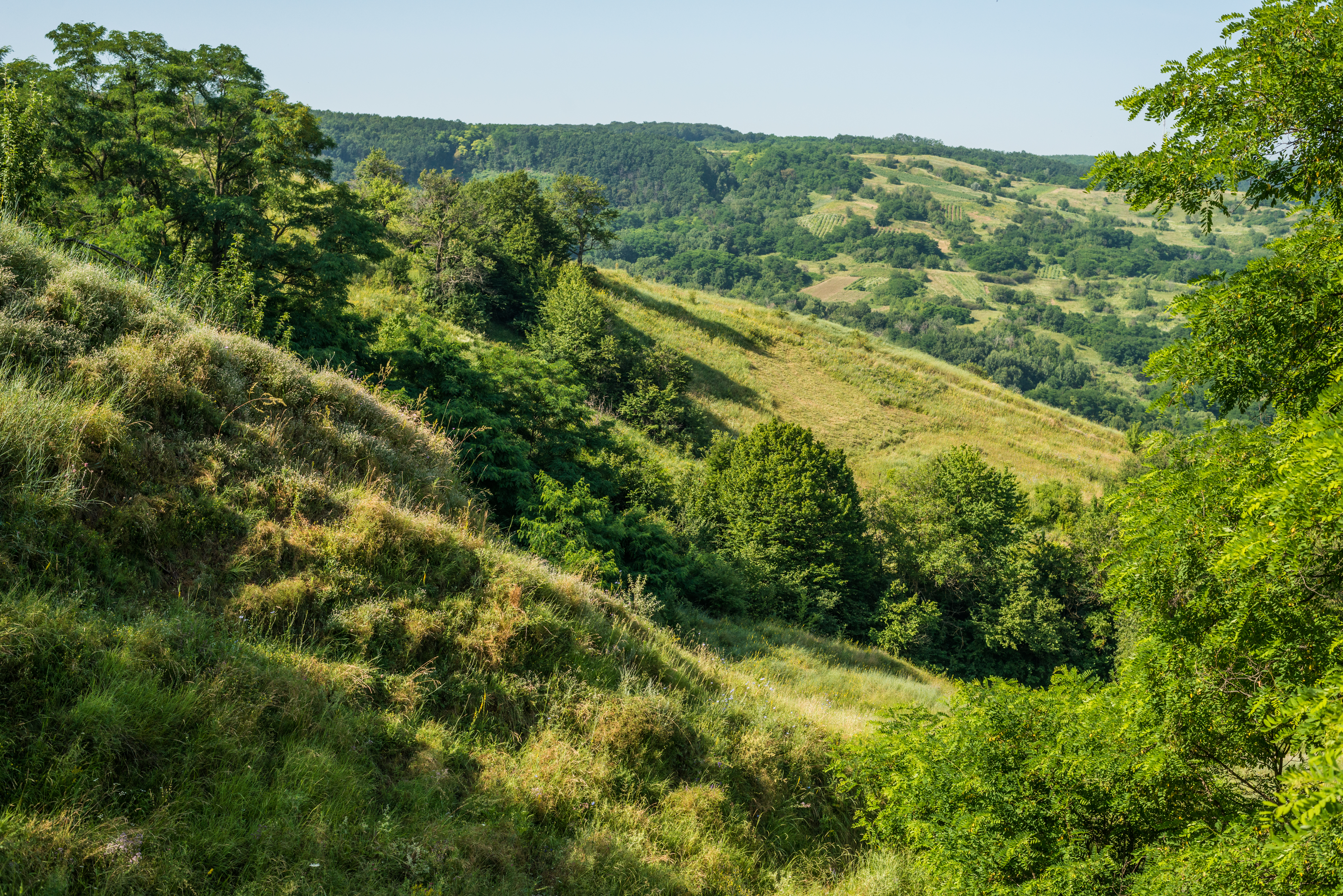
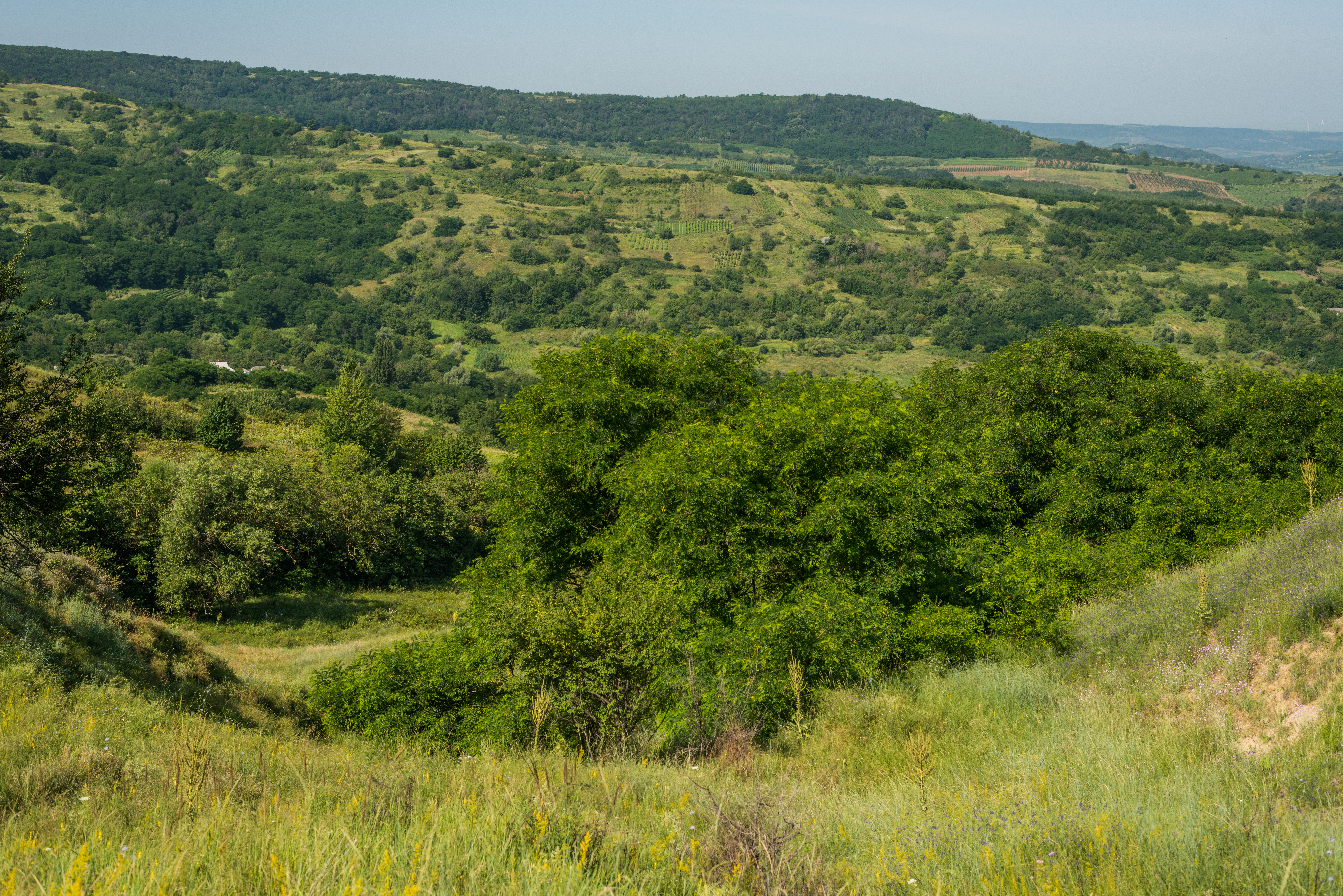
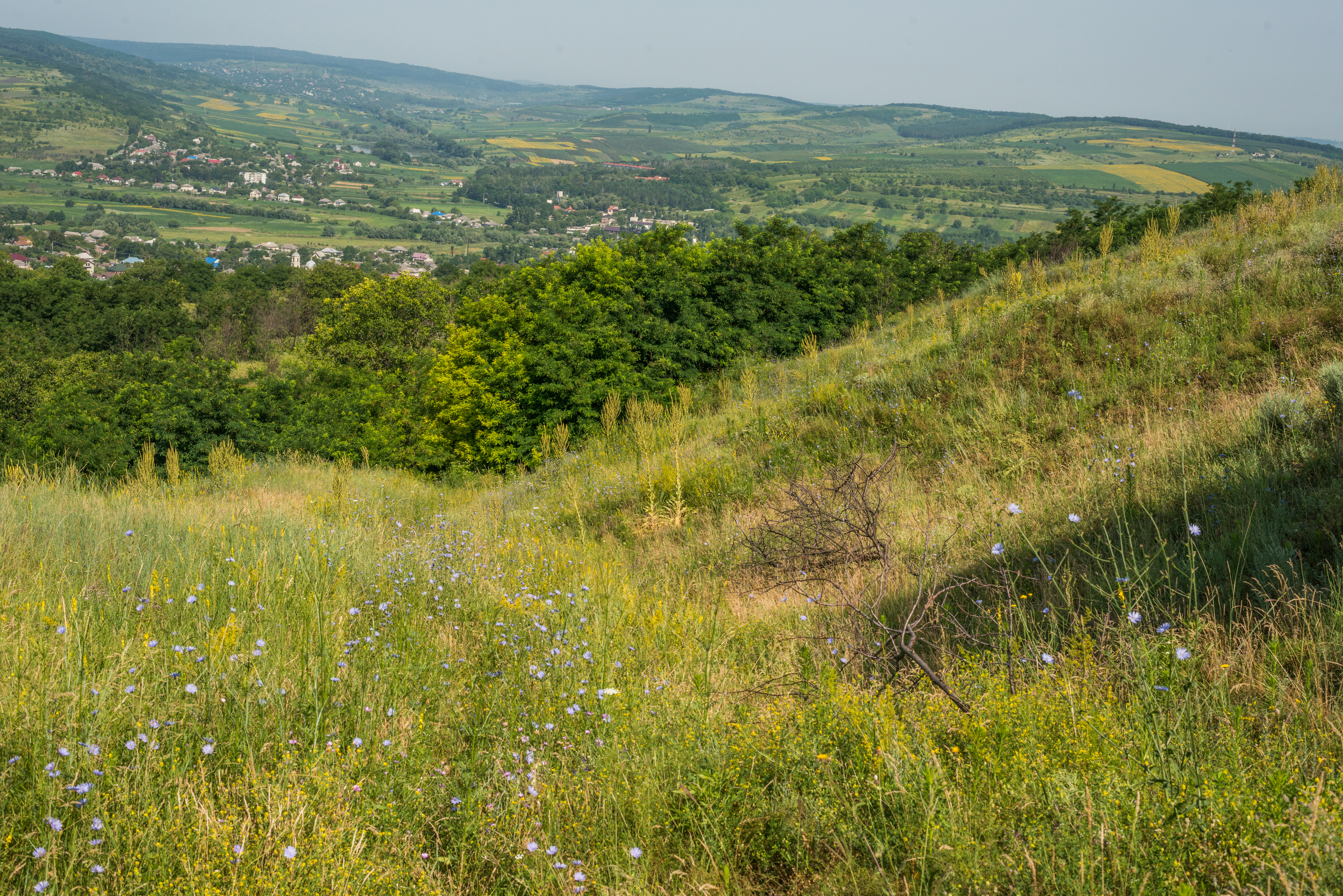
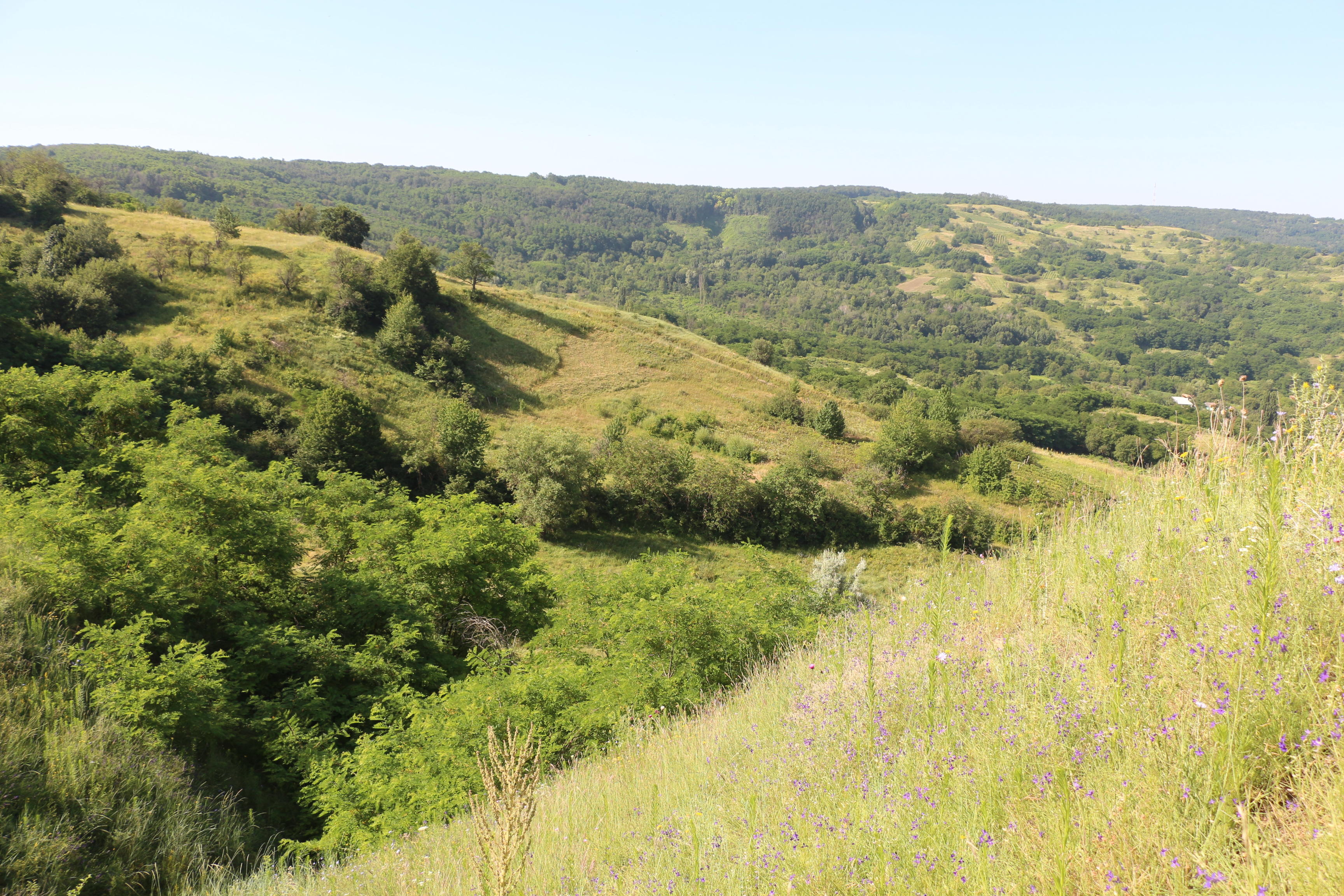
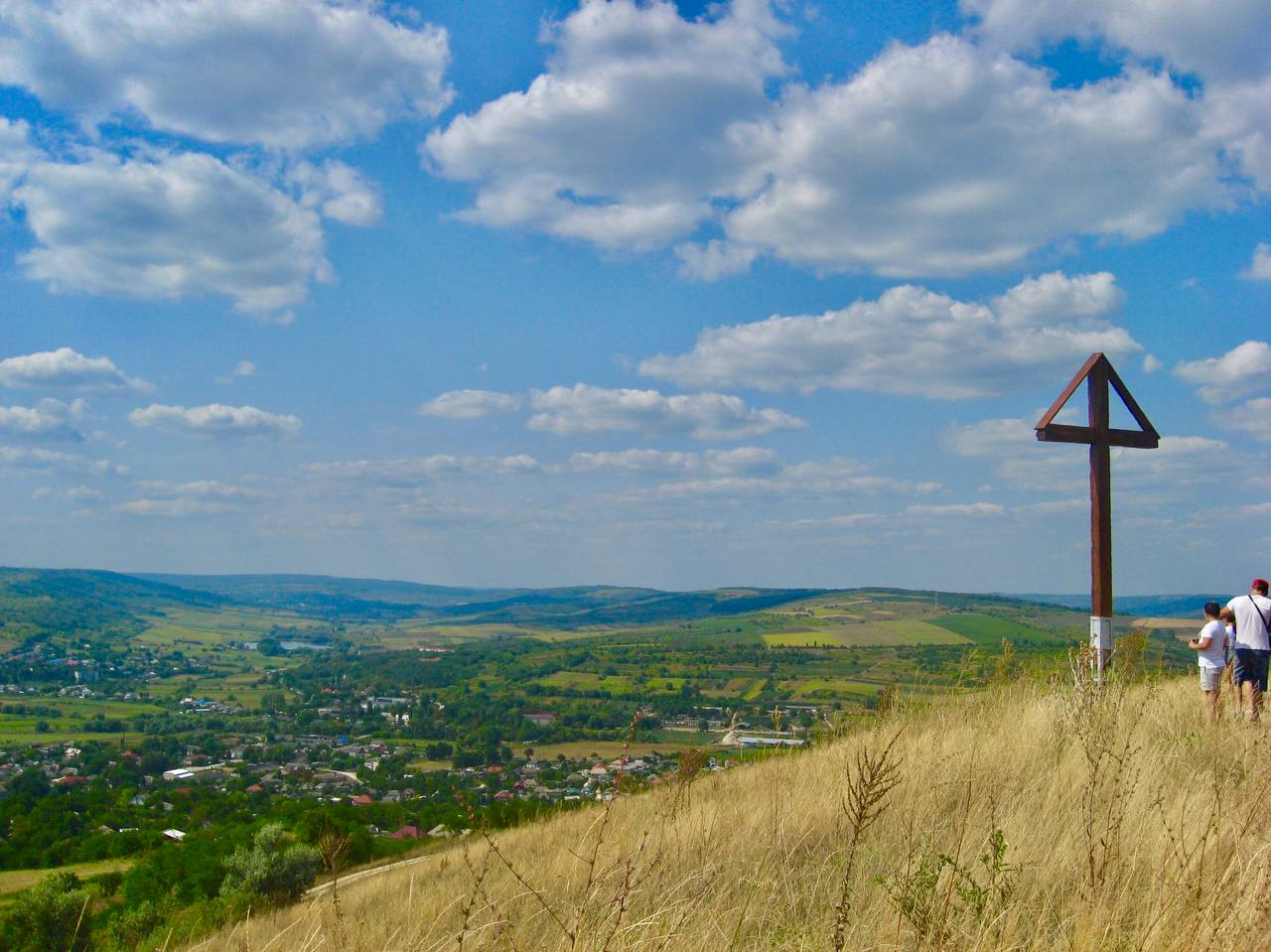

Peisaj adiacent

## Demografie
Structură etnică
     moldoveni (97,93%)
     ucraineni (0,79%)
     ruși (0,82%)
     găgăuzi (0,11%)
     bulgari (0,17%)
     români (0%)
     evrei (0%)
     polonezi (0%)
     țigani (0,02%)
     alte etnii / nedeclarată (0,16%)
Conform datelor recensământului din 2004, populația localității este de 5.220 locuitori, dintre care 2.572 (49,27%) bărbați și 2.648 (50,73%) femei. Structura etnică a populației în cadrul localității arată astfel:
- moldoveni — 5.112;
- ucraineni — 41;
- ruși — 43;
- găgăuzi — 6;
- bulgari — 9;
- țigani — 1;
- altele / nedeclarată — 8.

În satul Vorniceni au fost înregistrate 1528 de gospodării casnice la recensământul din anul 2004, iar mărimea medie a unei gospodării era de 3,3 persoane.
Structură etnică (2014)
     moldoveni (89,52%)
     ucraineni (0,32%)
     ruși (0,57%)
     găgăuzi (0%)
     bulgari (0%)
     români (9,13%)
     evrei (0%)
     polonezi (0%)
     țigani (0%)
     alte etnii / nedeclarată (0,46%)
Conform datelor recensământului din 2014, populația localității este de 4.064 locuitori, dintre care 1.972 (48,52%) bărbați și 2.092 (51,48%) femei. Structura etnică a populației în cadrul localității arată astfel:
- moldoveni — 3.638;
- ucraineni — 13;
- ruși — 23;
- români — 371;
- altele / nedeclarată — 19.

În satul Vorniceni au fost înregistrate 1 356 de gospodării casnice la recensământul din anul 2014,dintre care 1.552 (90%) sunt case individuale, iar 172 (10%) - apartamente.

## Administrație și politică
Componența Consiliului local Vorniceni (13 consilieri), ales la 5 noiembrie 2023, este următoarea:
|  | Partid                                       | Consilieri | Componență | Componență | Componență | Componență | Componență | Componență | Componență |
|  | -------------------------------------------- | ---------- | ---------- | ---------- | ---------- | ---------- | ---------- | ---------- | ---------- |
|  | Partidul Acțiune și Solidaritate             | 7          |            |            |            |            |            |            |            |
|  | Partidul Socialiștilor din Republica Moldova | 3          |            |            |            |            |            |            |            |
|  | Partidul Social Democrat European            | 1          |            |            |            |            |            |            |            |
|  | Partidul Schimbării                          | 1          |            |            |            |            |            |            |            |
|  | Partidul Liberal Democrat din Moldova        | 1          |            |            |            |            |            |            |            |

## Economie
133 de gospodării din Vorniceni sunt conectate la apeduct, restul populației este asigurată prin intermediul a 394 fântâni, inclusiv obștești 238 și 12 apeducte. Lungimea apeductului este de 21,6 km. Satul Vorniceni este electrificat cu excepția a 80 de case. Cu energie termică sunt alimentate obiectivele social-culturale prin cazangerii autonome mici.
În localitate activează ansamblul folcloric Rotunda, înființat în 1998, participant și laureat a numeroase concursuri naționale și internaționale. Fanfara satului înființată în 2004 numără 9 membri și este prezentă la toate manifestațiile din comunitate și întreaga zonă.

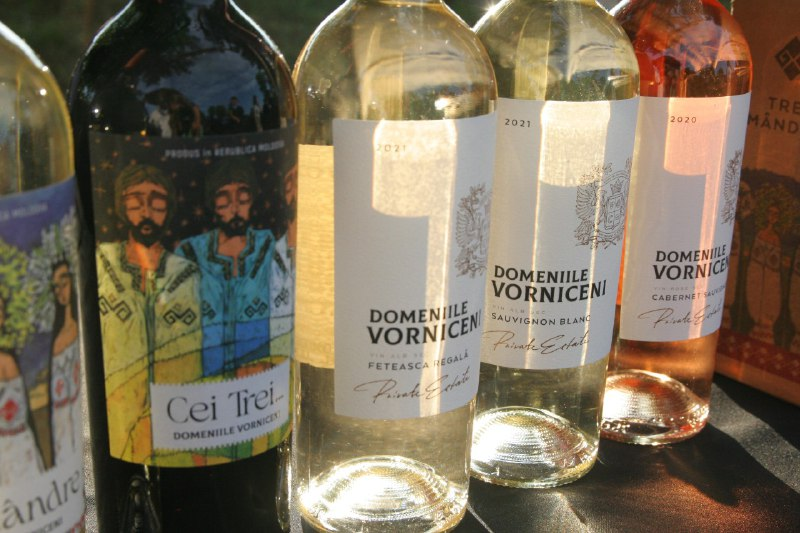
Vinuri produse la Vorniceni.
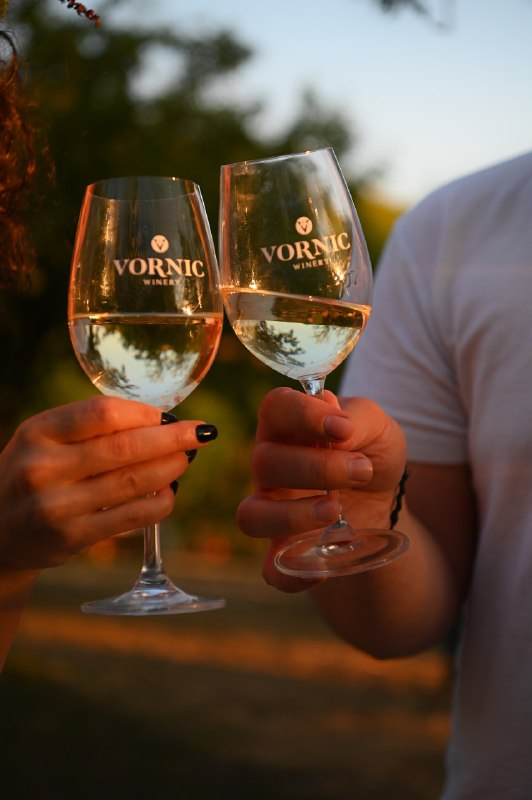
Vinul Vornic.
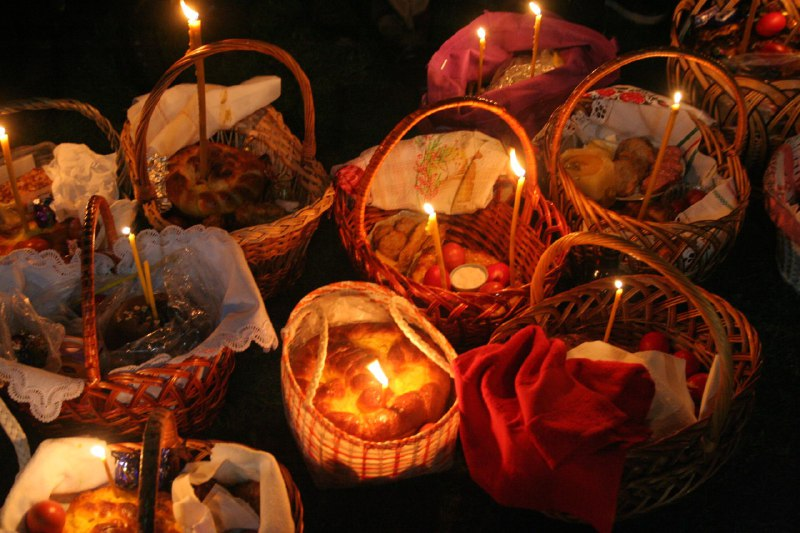
Sărbătorile pascale la Vorniceni.

## Religie

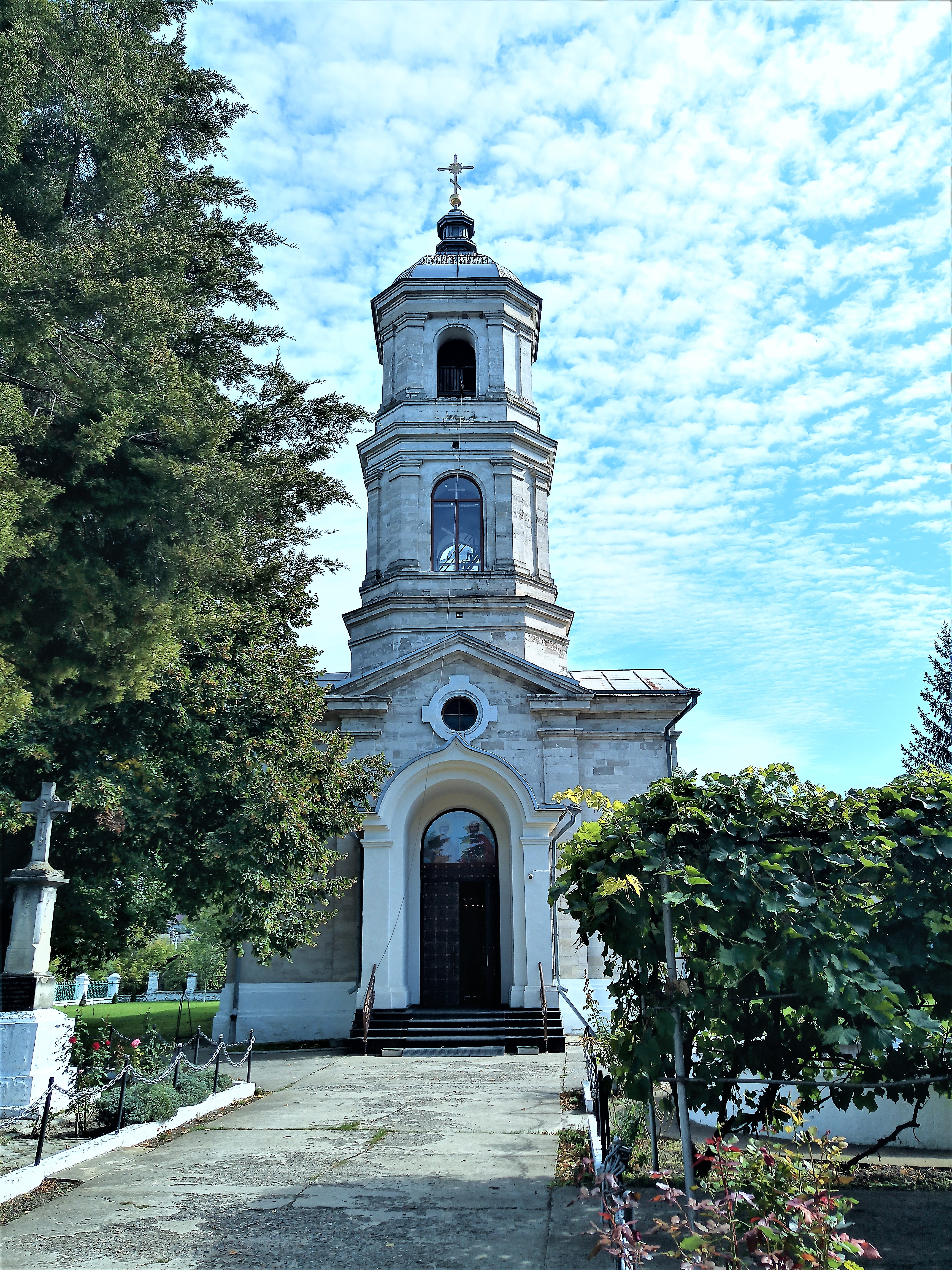
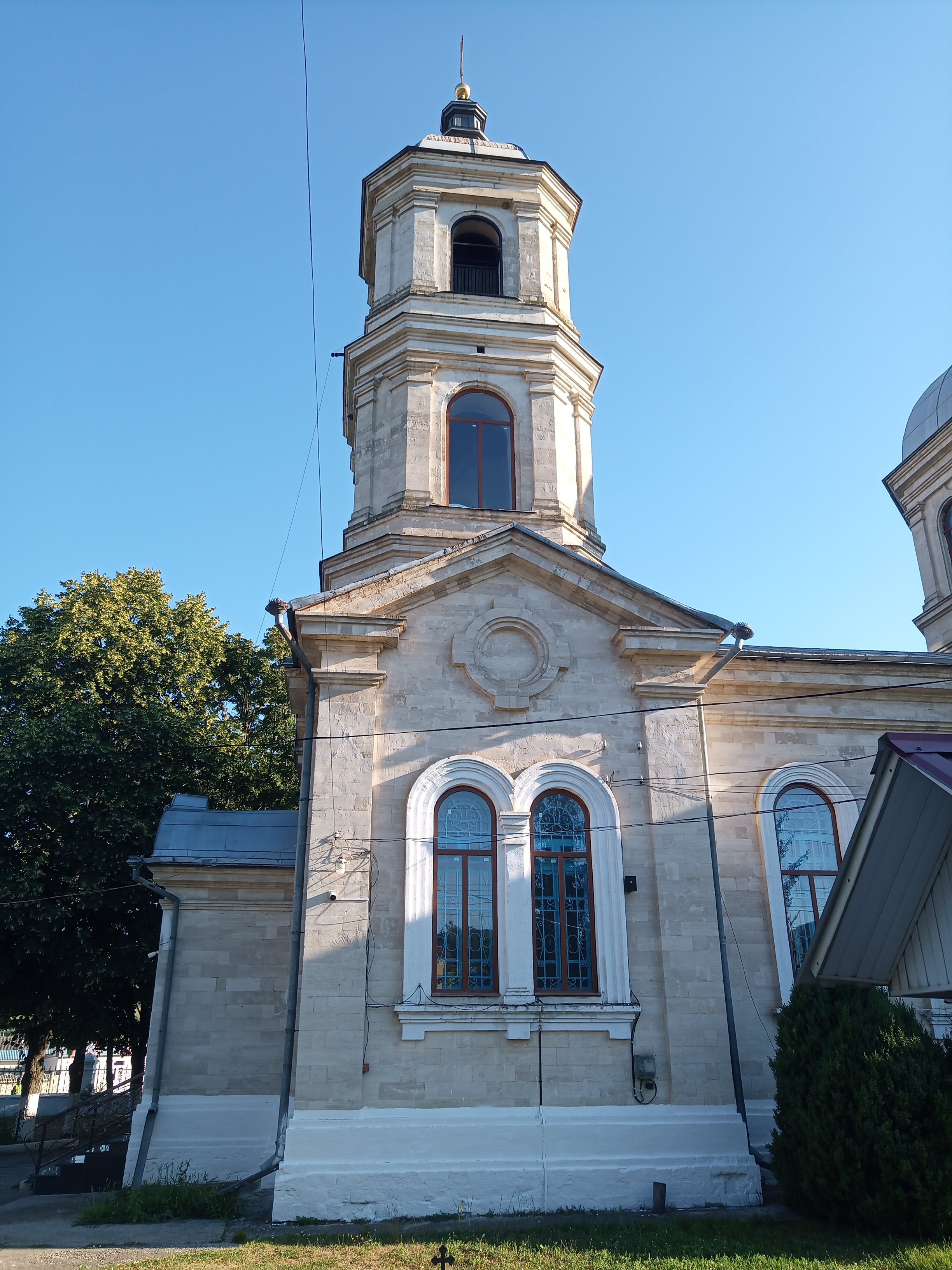
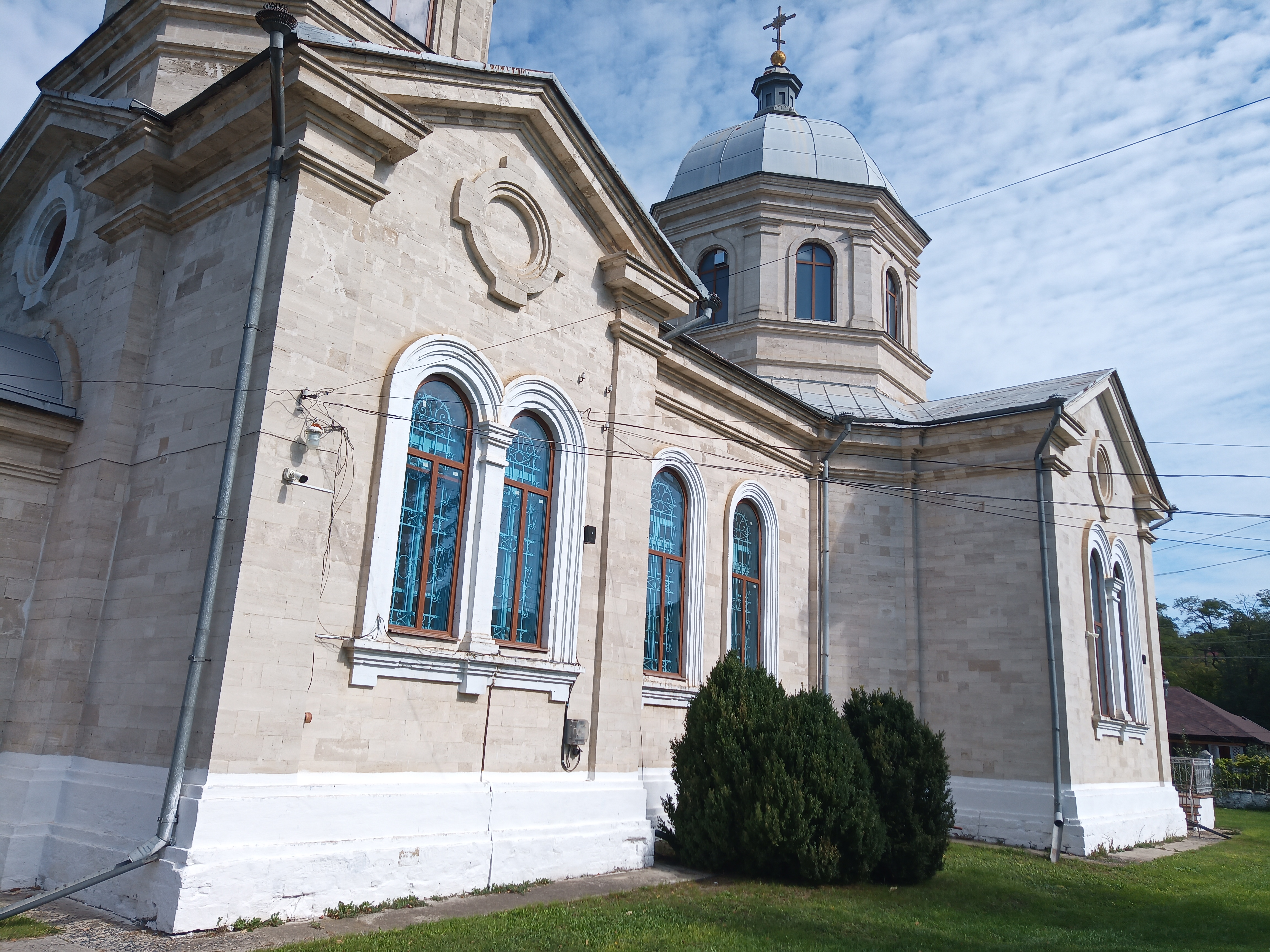
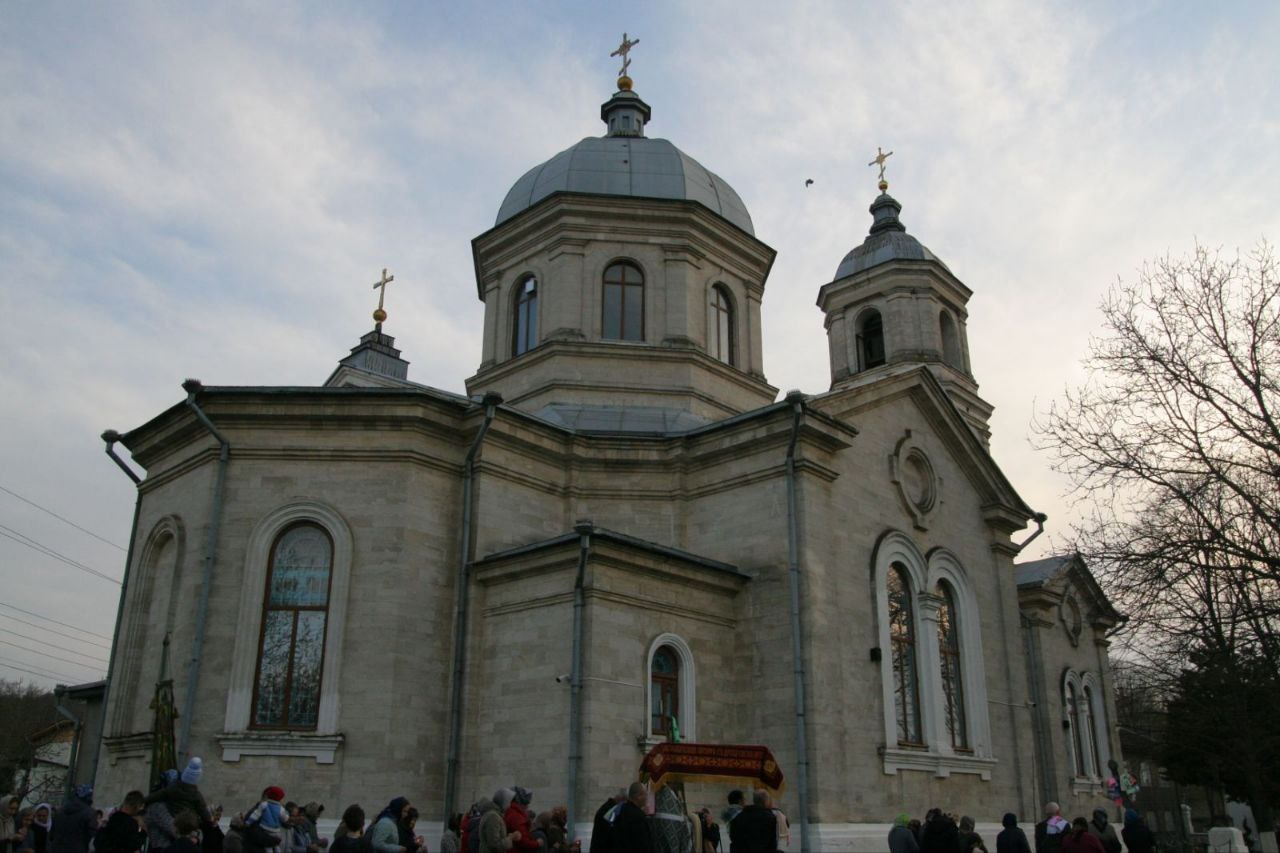

Biserica Sfinții Apostoli Petru și Pavel este realizată într-un stil neoclasic. Atât tamburul octogonal al cupolei cât și clopotnița cu trei caturi sunt decorate cu pilaștri dubli de ordin toscan. Naosul bisericii are plan cruciform. Apsida altarului este semicirculară. Ferestrele duble ale naosului și pridvorului au ancadramentul profilate care sunt de arcade semicirculare.
Hramul satului este sărbătorit în conformitate cu ziua sfinților Petru și Pavel, pe 12 iulie. În Vorniceni, hramul este sărbătorit cu organizarea unei parade de la biserica nouă până la stadionul satului, unde se organizează diferite activități și un concert.
Biserica „Sf. Apostoli Petru și Pavel”, monument ocrotit de stat.

## Galerie de imagini

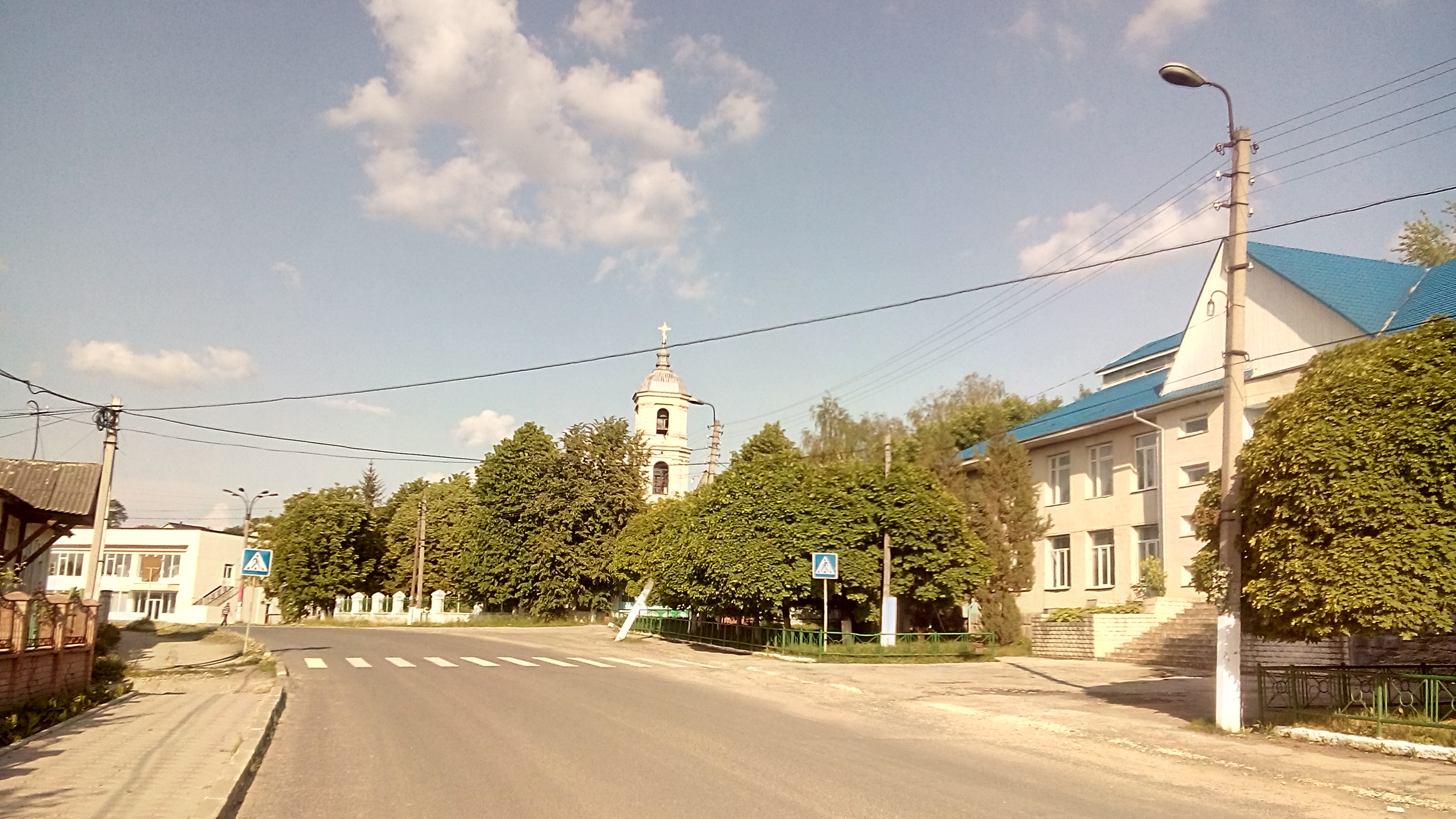
Strada centrală
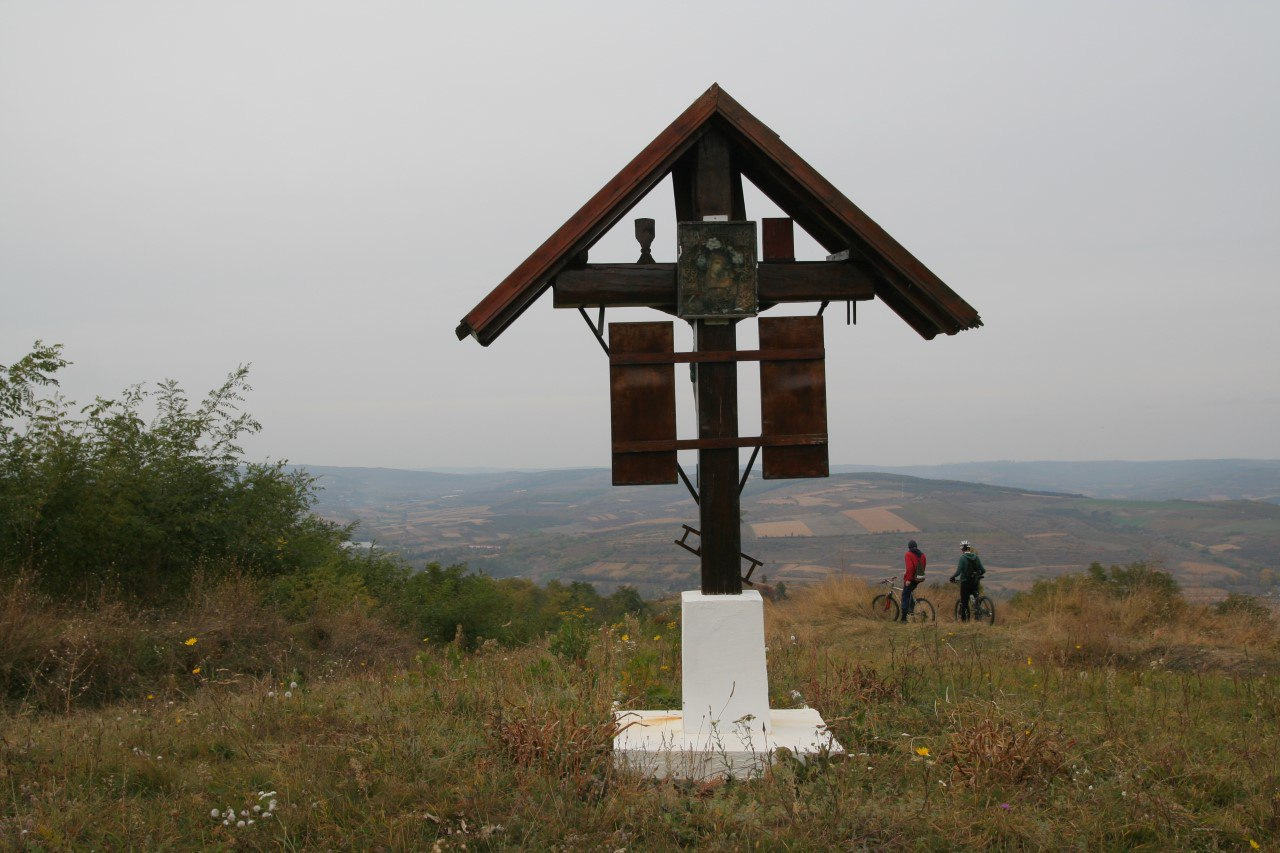
Pe unul dintre dealurile din împrejurimi.
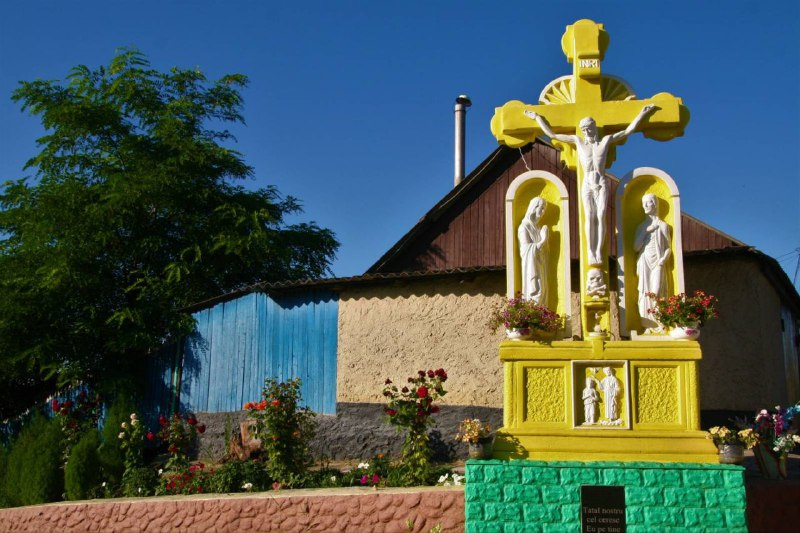
Răscruce de drum

Memorialul consătenilor căzuți în Al Doilea Război Mondial.
Evenimente culturale

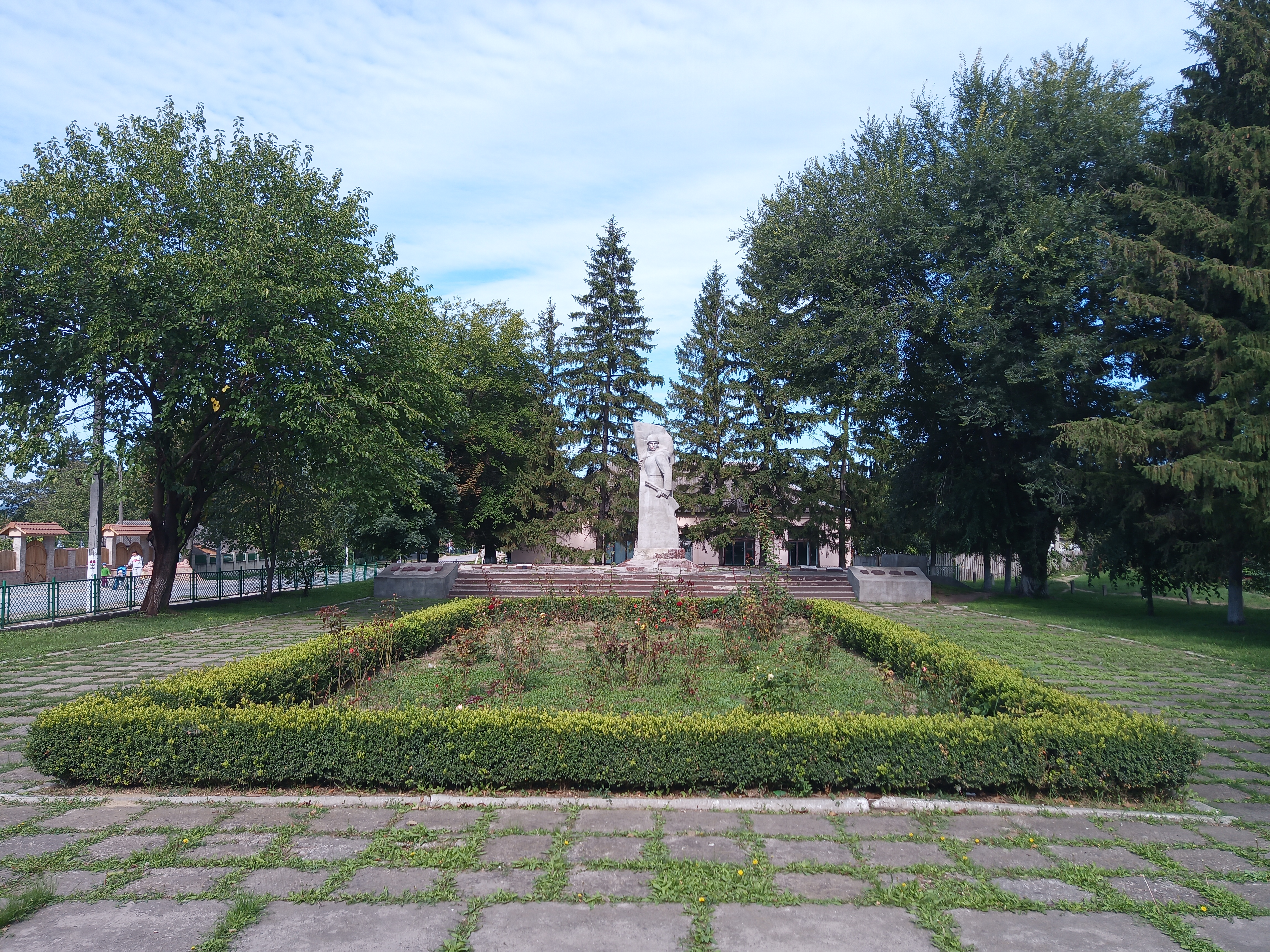
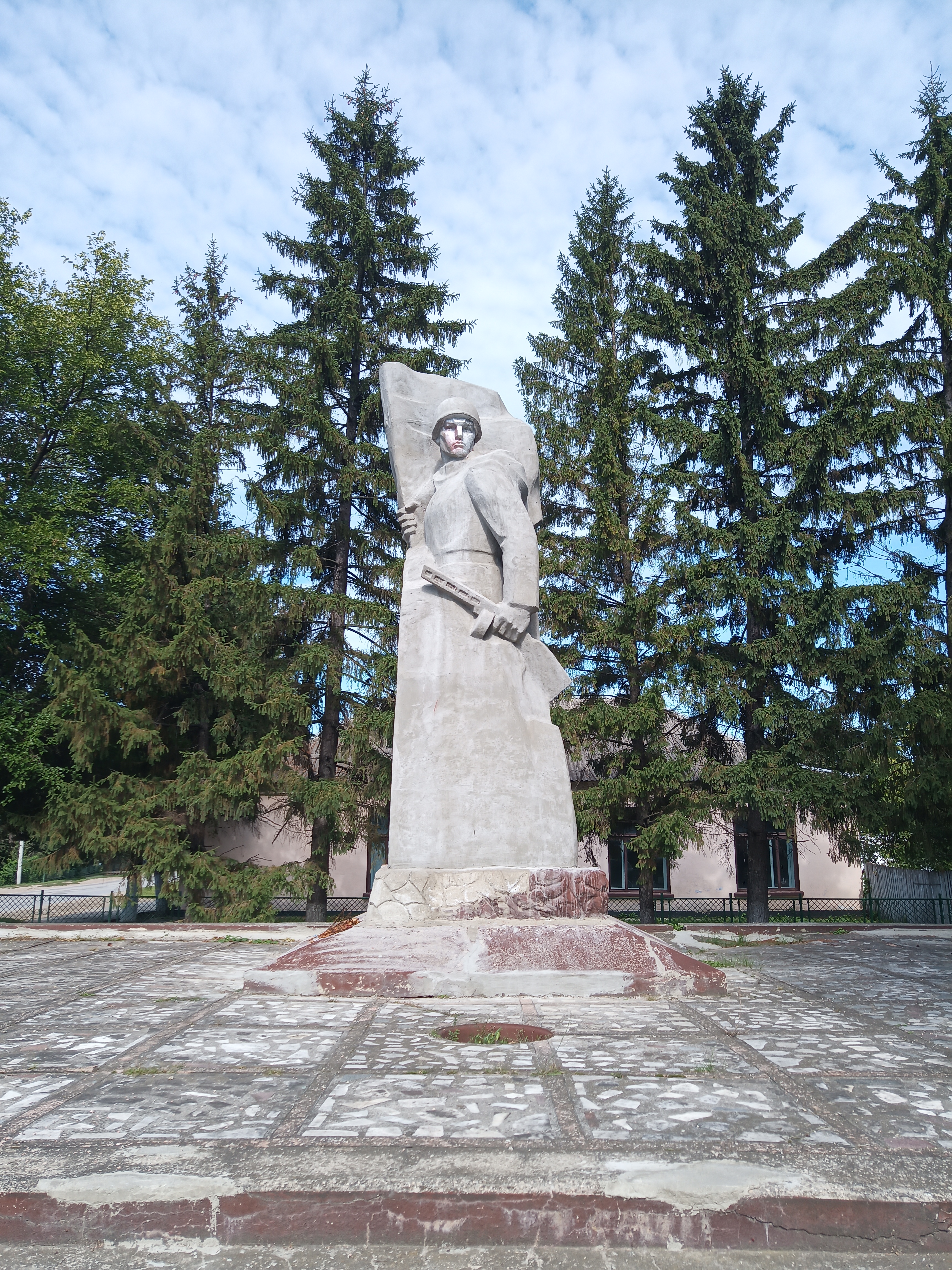

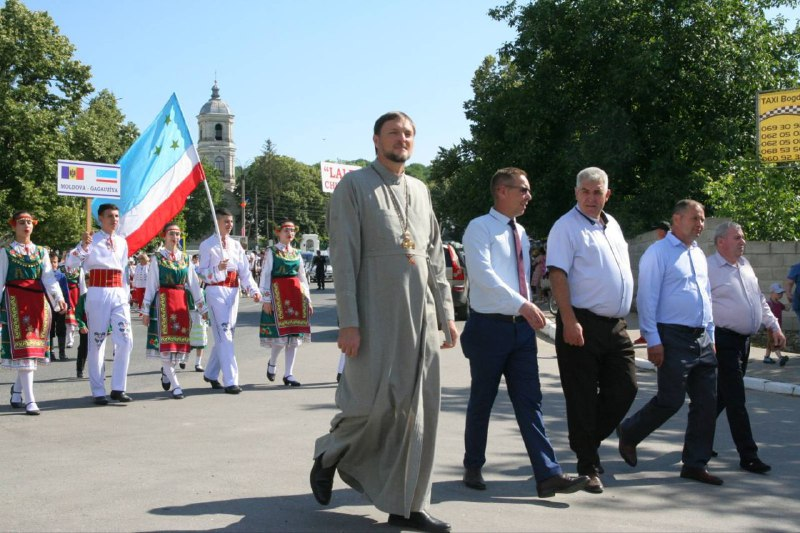
Parada de la 12 iulie 2023, Hramul satului.
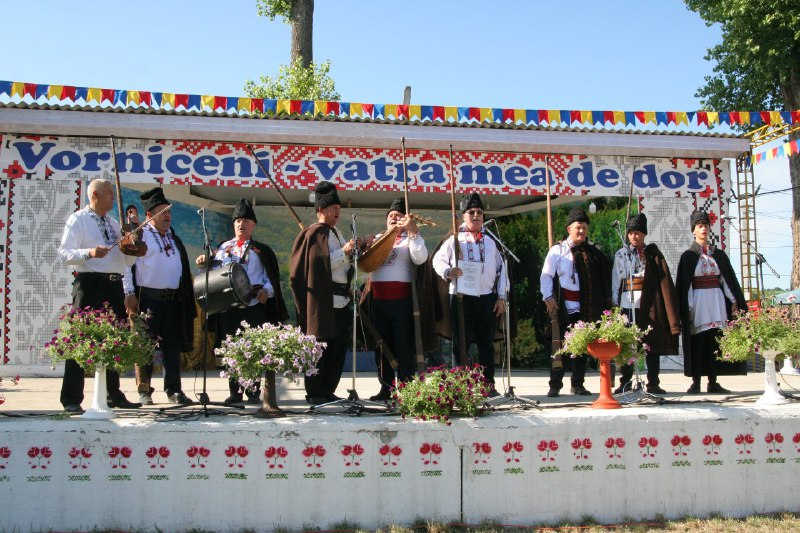
Ansamblul „Buciumașii” din Vorniceni.
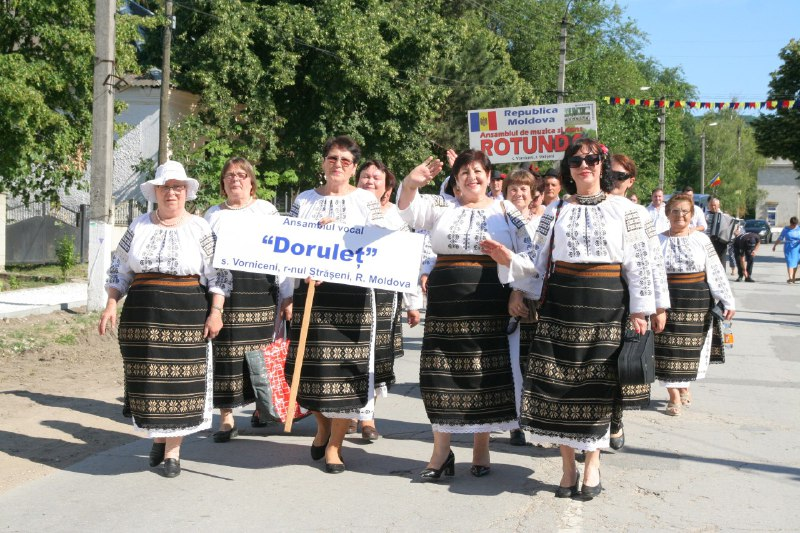
Ansamblul „Doruleț”
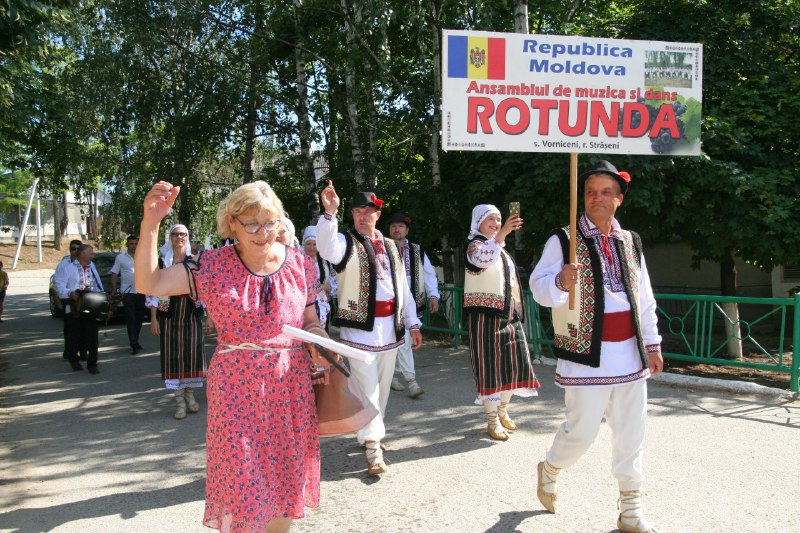
Ansamblul „Rotunda”

## Personalități
- Alexandru Cosmescu (1922–1989), scriitor, dramaturg, redactor de carte, traducător și ziarist sovietic moldovean.
- Vasile Moroșanu, interpret, producător
- Sava Costin (n. 1961), cardiolog moldovean.
- Vasile Marin, cântăreț de muzică populară
- Vasile Luchian, doctor în științe medicale
- Valentina Butnaru
- Dinu Condrea, medic reanimatolog